# Kakadu-Nationalpark
Der Kakadu-Nationalpark (englisch Kakadu National Park) liegt 171 Kilometer östlich der Stadt Darwin im australischen Bundesterritorium Northern Territory. Der Park gilt aufgrund seiner einzigartigen Tier- und Pflanzenwelt als einer der schönsten Nationalparks in Australien. Er befindet sich in der Alligator-Rivers-Region des Northern Territory von Australien. Er umfasst ein Gebiet von etwa 19.810 Quadratkilometern und erstreckt sich fast 200 Kilometer von Nord nach Süd und über 100 Kilometer von Ost nach West.
Der Kakadu-Nationalpark wurde wegen seines herausragenden natürlichen und kulturellen Werts in die Liste der UNESCO sowohl als Weltnaturerbe als auch als Weltkulturerbe aufgenommen. Der Park enthält eine der schönsten und umfangreichsten Sammlungen von Felsmalereien der Welt – ein Hinweis darauf, wie lange schon die Verbindung der Ureinwohner mit diesem Gebiet währt. Im Park befinden sich großartige Landschaften, von den wild-rauen Sandsteinflanken des Hochplateaus über die weitläufigen Waldgebiete bis zu ausgedehnten Feuchtgebieten. Der Nationalpark schützt auch das gesamte Einzugsgebiet eines großen subtropischen Flusses, des South-Alligator-Flusses, und Beispiele aller Habitatarten des Top Ends von Australien.
Der Park ist eine Kulturlandschaft, der nach dem Glauben der Ureinwohner deren spirituelle Vorfahren in der Schöpfungszeit („Creation Era“) Gestalt verliehen: Sie durchwanderten das Land und schufen auf ihrer Reise die Landschaftsformen, Pflanzen, Tiere und Bininj/Mungguy (Ureinwohner). Sie lehrten die Bininj/Mungguy, wie sie leben und wie sie das Land pflegen sollten.
Der Park wird jetzt von seinen traditionellen Eigentümern, den Aborigines, und den Mitarbeitern von „Parks Australia“ gemeinschaftlich verwaltet. Sie streben an, die Interessen der traditionellen Eigentümer zu schützen, das Kulturerbe des Parks zu bewahren und Besucher des Parks anzuregen, von seinen Angeboten mit Respekt vor der Natur und der Tradition der Ureinwohner Gebrauch zu machen.

## Fakten
- Gründung: 1981
- Größe: 19.810 km²
- Einwohner: vor Ankunft der Europäer vermutlich etwa 2000, heute etwa 500
- Klima: Durchschnittstemperatur 34 °C, 90 Prozent des Niederschlages von November bis April
- Bodenschätze: Auf dem Gebiet des Nationalparks liegen Uranvorkommen, die zu den reichsten der Welt gehören (so die Ranger-Uran-Mine).
- Hauptort: Jabiru mit einem Flughafen.

- ab 1971: Uranabbau durch Minengesellschaften
- 1978: Rückgabe des Landes an die Ureinwohner, den Buntji-Clan des Gaagudju-Stammes
- 1981: Buntji-Clan verpachtet das Land an die Regierung; Gründung des Nationalparks
- 1992: Der Kakadu-Nationalpark wird von der UNESCO zum „Erbe der Menschheit“ erklärt
- 2002: Nach jahrelangen Protesten stellt die Minengesellschaft Rio Tinto Group die Uranförderung an der Jabiluka-Mine ein.

Der Kakadu-Nationalpark umfasst vier Flusssysteme:
- East Alligator River
- West Alligator River
- Wildman River
- South Alligator River (dessen gesamtes Einzugsgebiet innerhalb des Parks liegt)

Es sind folgende Hauptlandschaftsformen vertreten:
- Meeresarme und Watts
- Talauen
- Billabongs
- Tiefebenen
- das steinige Bergland und seine Ausläufer
- die südlichen Berge und Täler

Der Kakadu-Nationalpark besitzt eine einzigartige Tier- und Pflanzenwelt. Sie umfasst mehr als 280 Vogelarten, mehr als 60 Säugetierarten, mehr als 50 Frischwasserfischarten und mehr als 10.000 Insektenarten sowie über 1600 Pflanzenarten.

## Geschichte

### Einführung

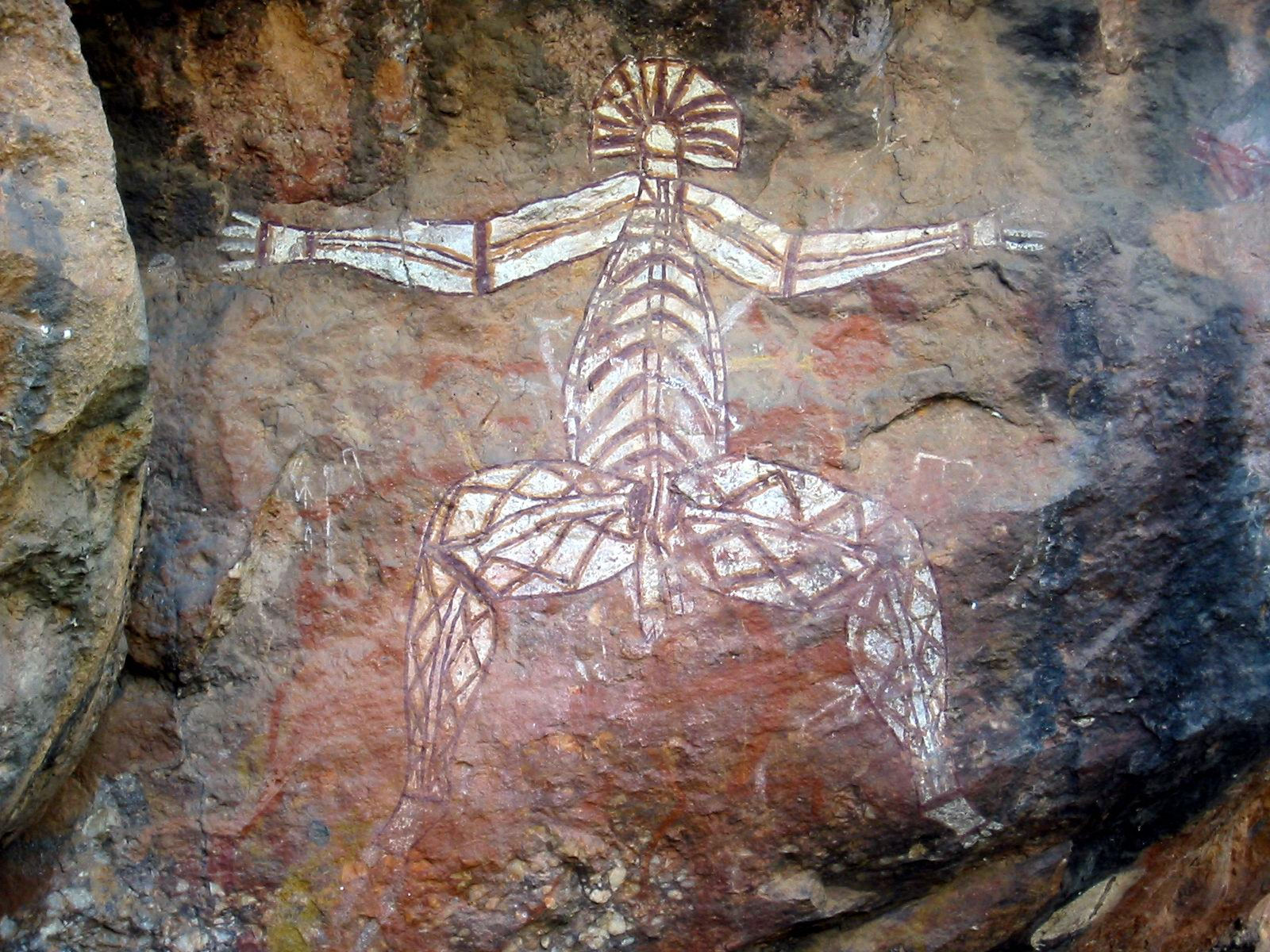
Nourlangie
Felskunst der Aborigines, Nabulwinjbulwinj – ein gefährlicher Geist

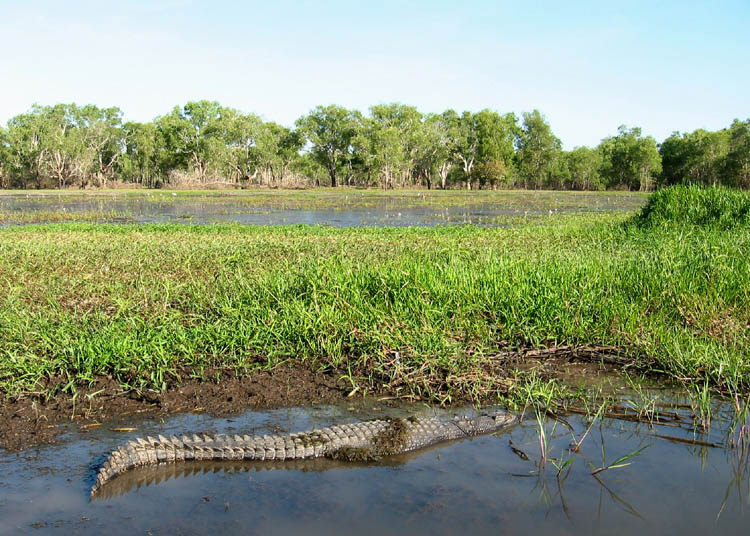
Krokodil Yellow Waters Billabong

Der Name „Kakadu“ entstand durch die falsche Aussprache des Wortes „Gaagudju“, welches der Name der im nördlichen Teil des Parks gesprochenen Sprache der Aborigines ist.
Aborigines bewohnen das Gebiet des Kakadu-Nationalparks seit wahrscheinlich 50.000 Jahren. Daher besitzt der Park bedeutende Kulturrelikte. Insgesamt zählt man mehr als 5.000 Kunststätten, die über Tausende von Jahren entstanden sind und eine Besiedlung seit mindestens 20.000 Jahren belegen. Eine im östlichen Arnhemland gefundene Steinaxt wurde auf ein Alter von 35.500 Jahren datiert, sie gilt als ältestes Artefakt der Region und als ältestes Werkzeug dieser Art weltweit.

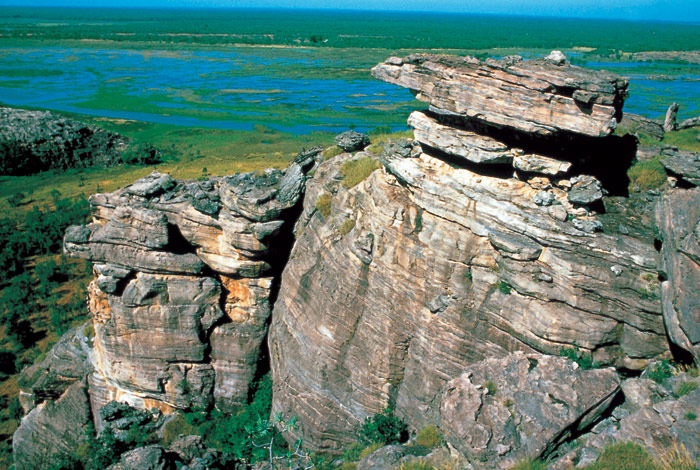
Kakadus Auen

Die kulturelle und ökologische Bedeutung des Kakadu-Nationalparks wurde anerkannt mit der Listung des Parks als UNESCO-Weltnaturerbe auf der World Heritage List. Diese Listung erfolgte in drei Phasen: Phase 1 1981, Phase 2 1987 und der gesamte Park 1992.
Etwa die Hälfte des Gebiets des Kakadu-Nationalparks ist Land der Aborigines, das unter den Aborigine Land Rights
(Northern Territory) Act von 1976 fällt. Ein Großteil des restlichen Landes wird ebenfalls von den Aborigines beansprucht, wurde ihnen aber noch nicht überschrieben. Die Aborigines haben ihre Gebiete an den Director of National Parks verpachtet, um sie als Nationalpark unter dem Environment Protection and Biodiversity Conservation Act von 1999 zu verwalten.
Die Aborigines, die die derzeitigen Besitzer des Parks sind, sind Nachfahren verschiedener Gruppen aus dem Gebiet des Parks und besitzen ein starkes Zugehörigkeitsgefühl zu ihrem Land. Obwohl sich ihr Lebensstil im vergangenen Jahrhundert stark verändert hat, sind ihnen ihre traditionellen Ansichten und Glaubensvorstellungen noch immer sehr wichtig.

### Gründung des Parks

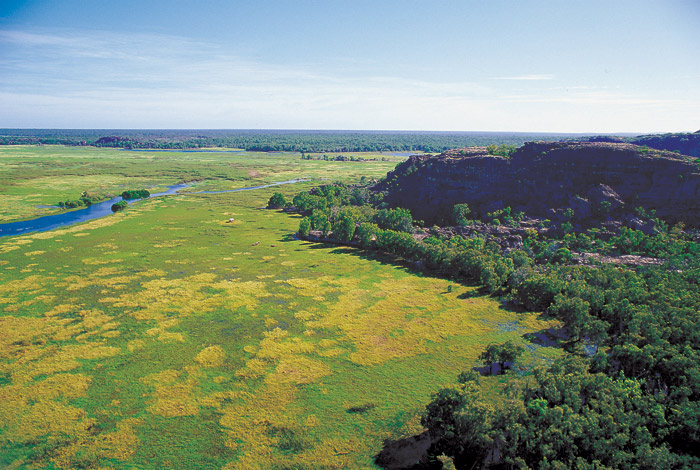
Mount Borradail
Tal im Kakadu-Nationalpark

Der Kakadu-Nationalpark wurde in einer Zeit gegründet, in der die Aborigines an der Anerkennung als Nationalpark stark interessiert waren. Bereits 1965 wurde die Anerkennung des Gebiets der Alligator Rivers beantragt, doch es dauerte bis 1978, bis die Australische Regierung die verschiedenen Regionen vereinte, die heute den Park bilden.
Der Kakadu-Nationalpark wurde unter dem National Parks and Wildlife Conservation Act 1975 (NPWC Act) in drei Phasen zwischen 1979 und 1991 anerkannt, wobei der NPWC Act 2000 durch den EPBC Act abgelöst wurde. In jeder Phase wurde das Recht der Aborigines an dem Land anerkannt und ein Teil dieses Landes an den Direktor der Nationalparks verpachtet. Der Vertrag für die erste Phase wurde am 5. April 1979 unterzeichnet, für die 2. Phase am 28. Februar 1984.
Im Juni 1987 wurde ein Landanspruch der ehemaligen Goodparla und Gimbat Pacht erhoben, der dann in der dritten Phase anerkannt wurde. Das Gebiet, bekannt als Gimbat Resumption und The Waterfall Creek Reserve, wurde erst später diesem Anspruch zugefügt. Damals gab es eine ausführliche Debatte, ob der Abbau von Uran bei Guratba (Coronation Hill) im Nationalpark erlaubt sein sollte. Die australische Regierung respektierte die Wünsche der Aborigines und so wurde keine Mine in Guratba genehmigt.
1996 in der Phase 3 wurde, abgesehen von dem ehemaligen Pachtgebiet Goodparla, das Land dem Gunlom Aborigine Land Trust übergeben und an den Director of National Parks als Teil des Kakadu-Nationalparks verpachtet.

#### Entdecker
Die Chinesen, Malaien und Portugiesen bezeichnen sich alle selbst als erste Entdecker der australischen Nordküste. Der erste schriftliche Beweis für eine Entdeckung wird jedoch erst 1623 durch den Holländer Jan Carstensz belegt. Der nächste dokumentierte Entdecker ist Abel Tasman, der diese Küste 1644 bereiste. Er war der erste Europäer, der nachweislich Kontakt mit den einheimischen Aborigines hatte. Fast ein Jahrhundert später, 1802/03, bereist Matthew Flinders den Golf von Carpentaria.
Philip Parker King, ein englischer Navigator, bereiste den Golf zwischen 1818 und 1822. Während dieser Zeit benannte er die drei Alligator Rivers nach den großen Leistenkrokodilen, die er fälschlicherweise für Alligatoren hielt. Ludwig Leichhardt war der erste Europäer, der die Kakaduregion 1845 auf seiner Reise von Moreton Bay in Queensland nach Port Essington im Northern Territory vom Land aus erkundete. Er folgte dem Jim Jim Creek vom Arnhem Land, reiste dann entlang des South Alligator und des East Alligator gen Norden.

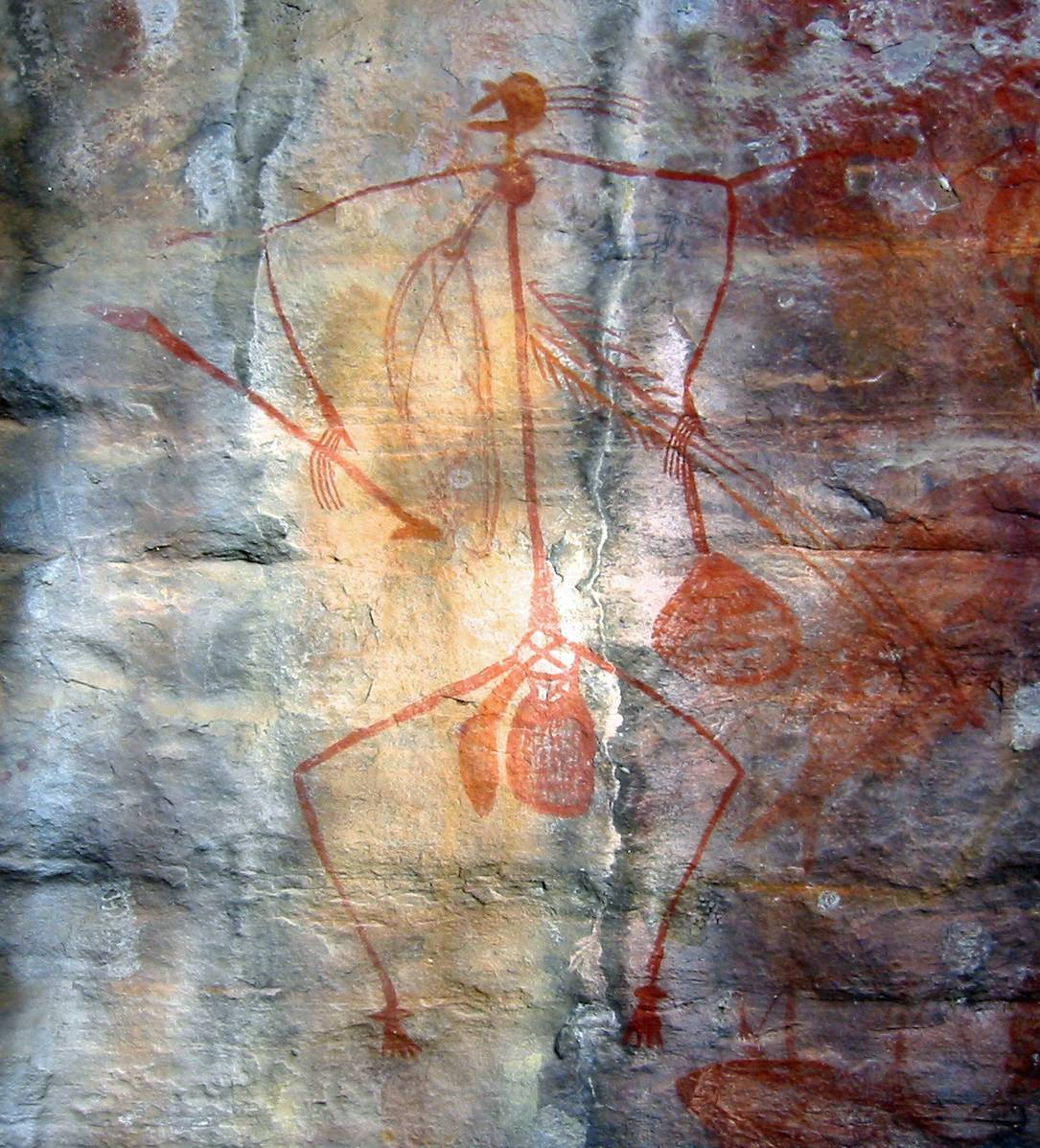
Mimih-Geist
Felsenmalerei im Ubirr

1862 reiste John McDouall Stuart entlang der südwestlichen Grenze des heutigen Kakadu-Nationalparks, sah jedoch in dieser Zeit keine Einheimischen. 1866 endete die nächste Entdeckungsreise von John McKinlay nach sechs Monaten in einem Fiasko. Dieser Entdecker versuchte, die Region vom Süden aus zu bereisen, und gelangte bis an den East Alligator River. Die steigenden Flüsse und die allgemeinen Bedingungen wurden aufgrund der Regenzeit so schlecht, dass diese Expedition abgebrochen werden musste.
Die ersten Nicht-Aborigines, die nachweislich regen Kontakt zu den Einheimischen unterhielten, waren die Macassans von Sulawesi und anderen Teilen Indonesiens. Zum Ende des 17. Jahrhunderts begannen sie regelmäßig in der Regenzeit, diese Region aufzusuchen. Ziel dieser Reisen waren vor allen Dingen die Ernte von Trepang (Seegurke), das Fangen von Schildkröten, Sammeln von Perlen und anderen in ihrem Heimatland wertvollen Dingen. Die Aborigines halfen ihnen beim Ernten und Fischen und tauschten ihren eigenen Bestand. Obwohl es keine direkten Nachweise gibt, dass die Macassans Zeit an Land verbrachten, kann man Einflüsse ihrer Kultur auf die Aborigines im Gebiet des Kakadu-Nationalparkes sehen. Unter den Artefakten von archäologischen Ausgrabungen im Park finden sich Glas und Metallfragmente, die wahrscheinlich von Indonesien stammen, entweder direkt oder durch einen Handel mit den Aborigines.
Briten siedelten sich zum Beginn des 19. Jahrhunderts an der nördlichen Küste Australiens an: Fort Dundas auf der Melville-Insel 1824, Fort Wellington in Raffles Bay 1829 und das Victoria Settlement (Port Essington) auf der Coburg-Halbinsel 1838. Diese Siedlungen wurden im Laufe der Zeit aus verschiedenen Gründen wie Wassernot, Krankheiten oder starke Isolation aufgegeben. Der Einfluss dieser Siedler auf die Aborigines ist schwierig zu bewerten. Sicher ist nur, dass die Arbeitskraft der Aborigines für den Bau der Siedlungen genutzt wurde und die Gefahr von neuen Krankheiten für die Einheimischen stieg.

#### Buffalojäger

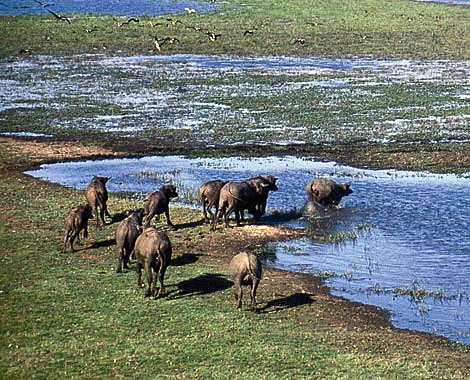
Buffalo in den Nassgebieten

Die „Buffalos“ (Wasserbüffel) hatten einen großen Einfluss auf die Kakadu-Region. Ab 1880 gab es so viele Büffel in dem Gebiet, dass man anfing, die Hörner der Tiere kommerziell zu nutzen. Dieser Industriezweig begann am Adelaide River, in der Nähe von Darwin und zog dann nach Osten an den Mary und die Alligator-Rivers-Region. Die Büffel wurden vor allen Dingen in der Trockenzeit zwischen Juni und September gejagt und gehäutet, wenn sie sich an den verbliebenen Wasserlöchern aufhielten. Während der Regenzeit war das Jagen der Büffel aufgrund des Untergrundes schwierig und die Häute schimmelten. Die Büffelindustrie stellte für viele Aborigines Arbeitsplätze während der Trockenzeit.

#### Missionare
Missionare hatten in der Alligator-Rivers-Region ebenfalls einen starken Einfluss auf die Aborigines; viele von ihnen wurden in ihrer Jugend von den Missionaren unterrichtet. Im frühen vergangenen Jahrhundert etablierten sich zwei Missionen in der Region. Die Kapalga Native Industrial Mission wurde am South Alligator River 1899 gegründet, bestand jedoch nur für vier Jahre. Die Oenpelli Mission wurde 1925 gegründet, als die Kirche von England ein Angebot der Northern Territory Regierung annahm. Sie wurde 50 Jahre lang als Farm betrieben.
Die Ausmaße des Einflusses der Missionare auf die Aborigine werden auch heute noch debattiert. Einige Historiker und Anthropologen behaupteten, dass die Missionare versuchten, die Aborigines zu „zivilisieren“ und ihnen einen neuen Lebensstil, Sprache, Religion und Zeremonien aufzwangen. Andere dagegen betonen, dass den Missionaren vor allen Dingen das Wohlergehen der Aborigines am Herzen lag, in einer Zeit, in der diese Einheimischen von der australischen Gesellschaft noch nicht anerkannt waren.

#### Farmer

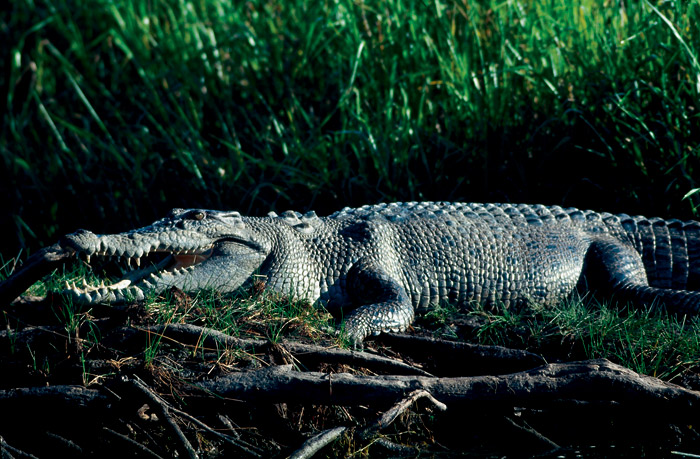
Leistenkrokodil in Kakadu

Die Landwirtschaft hatte einen zögerlichen Start im Top End, da die Gebiete im Victoria River und im Barkly Tableland bessere Voraussetzungen boten. Im südlichen Teil des Kakadu-Nationalparks wurde der Bereich um Goodparla und Gimbat Mitte 1870 von den drei Farmern Roderick, Travers und Sergison beansprucht, jedoch ging dieses Pachtland danach an unterschiedliche Besitzer, die aus verschiedenen Gründen die Bewirtschaftung aufgaben. 1987 wurden beide Stationen vom Commonwealth übernommen und werden jetzt als Teil des Parkes verwaltet.
Eine Sägemühle beim Nourlangie Camp wurde zunächst wahrscheinlich sogar schon vor dem Ersten Weltkrieg von Chinesen bewirtschaftet. Nach dem Zweiten Weltkrieg etablierten sich verschiedene kleinere Unternehmen im Bereich Dingojagd, Büffeljagd, Jagdschießen und Tourismus.
Das Nourlangie Camp wurde bis in die 50er Jahre als Sägemühle genutzt und später, als die Waldbestände geringer wurden, zu einem Safari-Camp umgerüstet. Wenig später entstanden ähnliche Camps in Patonga und Muirella Park. Touristen wurden zur Büffel- oder Krokodiljagd oder zum Fischen eingeflogen.
Die Krokodiljagd profitierte vor allen Dingen vom Wissen und von den Fähigkeiten der Aborigines. Sie imitierten das Aufschlagen eines Wallabyschwanzes, sodass die Krokodile angelockt wurden und von den Jägern leichter geschossen werden konnten. Die Häute der Krokodile wurden für Lederprodukte verwendet. Mit der Entwicklung der Spotlichttechnik in der Nacht wurde die Hilfe von Aborigines weniger genutzt. Süßwasserkrokodile stehen seit 1964 unter Naturschutz.

### Minen

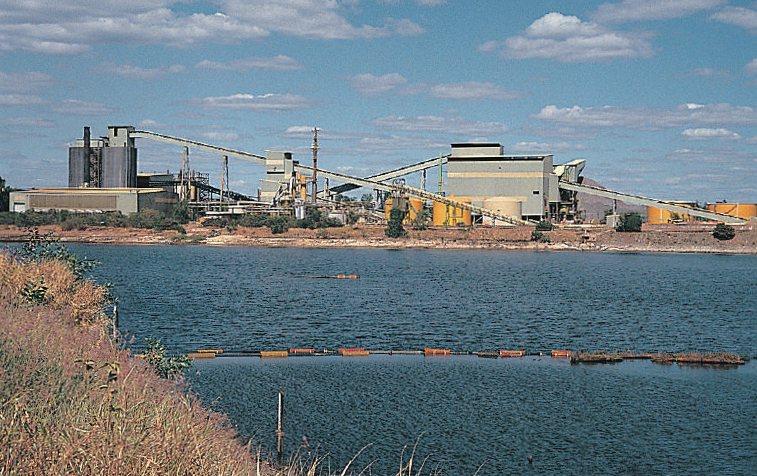
Uranmine

Die ersten Entdeckungen von unterschiedlichen Mineralien im Top End fanden während des Baus der Transaustralische Telegrafenleitung zwischen 1870 und 1872 im Pine Creek – Adelaide River Gebiet statt. Eine Serie von kleineren Mining-Booms folgte, doch erst als die North Australia Railway Line die Mining-Camps versorgte, wurden aus Burrundie und Pine Creek permanente Camps. Die neu entstandenen Camps führten dazu, dass viele Aborigines das Gebiet verließen. Aborigines selbst arbeiteten nicht in den Minen, aber durch die Minen hatten sie Zugang zu Alkohol und anderen Drogen.
In der Nähe von Imarlkba (Barramundi Creek) und Mundogie Hill entstanden etwa 1920 einige kleinere Goldminen. Weitere folgten 1930 nahe Moline (auch genannt Eureka und Northern Hercules Mine) südlich des Parkes. In diesen Minen waren auch einige Aborigines beschäftigt.
Den größten Einfluss hatte jedoch die Entdeckung von Uran 1953 im südlich Alligator-River-Tal. Dreizehn kleinere, aber reichhaltige Minen operierten in den folgenden Jahren, wobei 1957 die meisten Arbeiter (150) dort arbeiteten. In diesen Minen beschäftigte man keine Aborigines.
Die nächsten Uranvorkommen wurden in Ranger, Jabiluka und Koongarra entdeckt. Das Commonwealth Government reichte daraufhin ein offizielles Ersuchen ein, um dieses Land in der Alligator Rivers Region zu nutzen. Dieses Ersuchen, auch bekannt als Fox inquiry, schlug unter anderem vor, dass eine Service-Stadt errichtet werden sollte. Insgesamt hatte die Entdeckung der Uranvorkommen einen großen Einfluss auf das Leben der dort ansässigen Aborigines. Der Abbau ist bis heute umstritten.

## Jahreszeiten

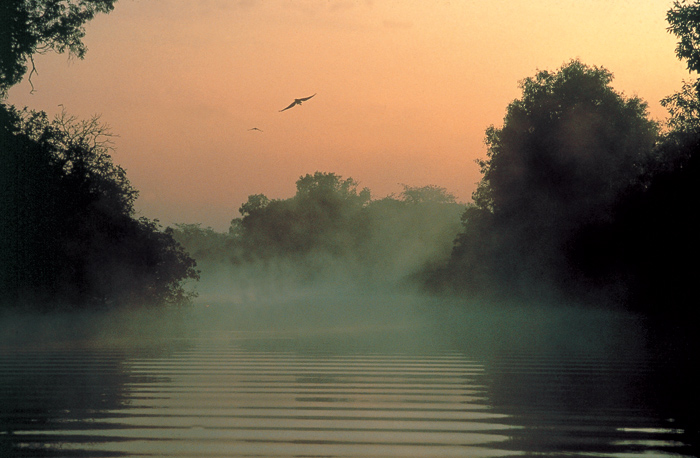
Billabong
Nebel im Kakadu-Nationalpark

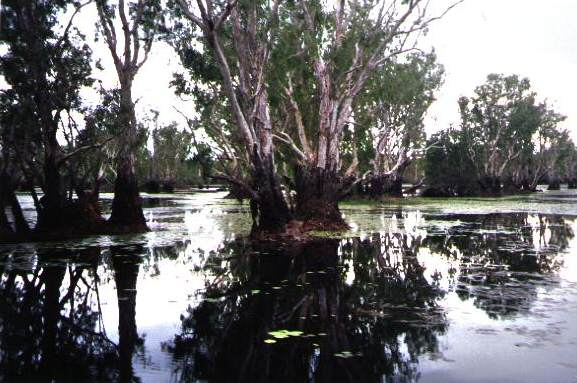
Yellow Water Billabong
Billabong im Juli

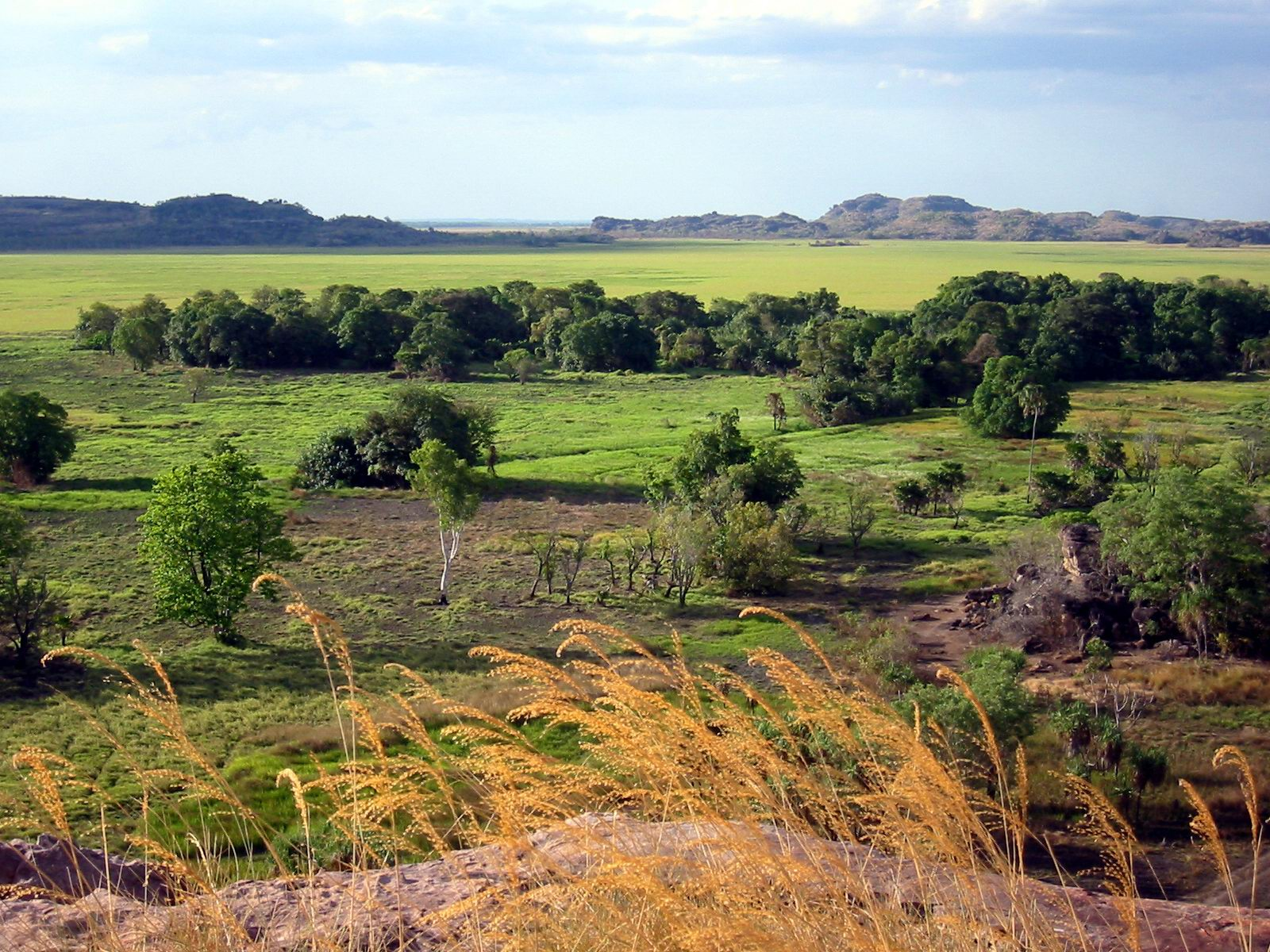
Ubirr
Blick auf das Überschwemmungsgebiet

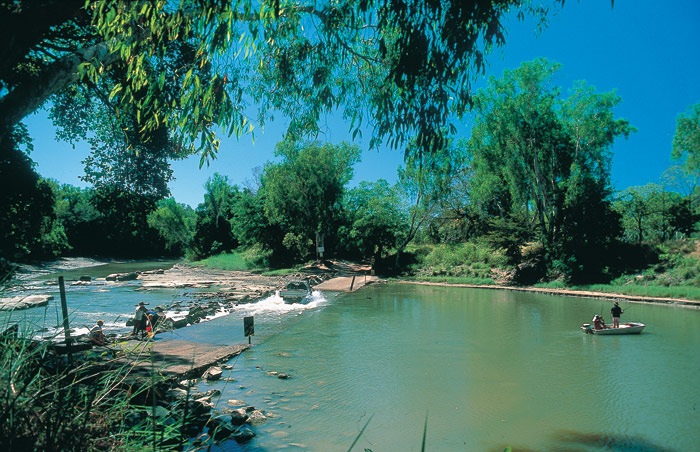
East Alligator River
Straße über den Fluss nach Regenfällen

Kakadu befindet sich in den Tropen, etwa 12° bis 14° südlich des Äquator. Das Klima ist monsungeprägt und ist charakterisiert durch zwei Jahreszeiten: die Trockenzeit und die Regenzeit.
Trockenzeit (April bis September)

Während der Trockenzeit (von April/Mai bis September) ist ein trockener südöstlicher Wind vorherrschend. Die Luftfeuchtigkeit ist gering und Regen eher selten. In Jabiru beträgt die maximale Durchschnittstemperatur im Juni/Juli 32 °C.
In der frühen Trockenzeit trocknet das Land langsam aus. Man kann oft Grasfeuer sehen, die von Rangern und den traditionellen Eigentümern (Aborigines) angezündet werden. Mit Fortschreiten der Jahreszeit trocknen auch Flussbette und die Überschwemmungsgebiete aus; die Tiere drängeln sich in den ganzjährigen verbleibenden Feuchtgebieten, so dass dies die beste Zeit des Jahres ist, Krokodile, Vögel und andere Tiere auf freier Wildbahn zu beobachten. Die Trockenzeit dürfte die angenehmste und beliebteste Jahreszeit zum Besuch des Parks sein.
„Build-Up“ (Die Zeit vor dem Einsetzen des Monsunregens)

Während dieser Zeit nimmt die Luftfeuchtigkeit immer mehr zu, bis sich schließlich die aufgebaute elektrische Spannung in schwersten Stürmen entlädt, die aber auch Erleichterung verschaffen.
Während des „Build up“ (Oktober bis Dezember) können die Bedingungen sehr unangenehm werden, mit hohen Temperaturen und hoher Luftfeuchtigkeit. Dann sind die Stürme sehr stark, und dies ist auch die beste Jahreszeit für die Beobachtung von Krokodilen und Vögeln in den Flüssen und Feuchtgebieten. In dieser Zeit werden im Top End von Australien mehr Blitzeinschläge registriert als an jedem anderen Ort der Welt. Die maximale Durchschnittstemperatur im Oktober beträgt 37,5 °C.
Regenzeit (Dezember bis März) 

Die Regenzeit von Januar bis April ist durch hohe Temperaturen und Regen charakterisiert. Der meiste Monsunregen formt sich über Südasien und so entstehen in dieser Zeit auch Zyklone, die heftigen Regen mit sich bringen. In Jabiru ist die maximale Durchschnittstemperatur im Januar 33 °C. Der jährliche Regenfall des Kakadu National Parks liegt zwischen 1.565 mm in Jabiru und 1.300 mm in der Mary-River-Region.
Besucher in der Regenzeit können die lebendigen Veränderungen miterleben, wenn sich nach dem Einsetzen des Monsunregens Bach- und Flussbette füllen und ihr Wasser sich in die Überschwemmungsgebiete ergießt. Die jungen Triebe verwandeln die Eukalyptuswälder in ein Meer von leuchtendem Grün. Allerdings steigt die Luftfeuchtigkeit oft unangenehm hoch, begleitet von häufigen Regenfällen. Dafür sind die Wasserfälle in dieser Zeit am schönsten, wenn auch teilweise nur aus der Luft zu sehen, da die Zufahrt zu mehreren Parkgebieten während dieser Zeit stark eingeschränkt ist.
Die meisten Nicht-Aborigines unterscheiden die Jahreszeiten nur in Trocken- und Regenzeit. Die Aborigines Bininj/Mungguy unterscheiden dagegen sechs Jahreszeiten in der Kakadu-Region:
- Gunumeleng – Mitte-Oktober bis später Dezember, Vor-Monsun-Sturmsaison mit heißem Wetter und Gewittern am Nachmittag
- Gudjewg – von Januar bis März, Monsun-Saison mit Gewitterstürmen, heftigen Regenfällen, Überflutungen, Hitze und hoher Luftfeuchtigkeit, generell eine starke Wachstumsphase für Tier- und Pflanzenwelt
- Banggerreng – April: die Überflutungen gehen zurück, stürmisches und windiges Wetter, das das Gras niederdrückt.
- Yegge – Mai bis Mitte Juni: relativ kühl mit geringer Luftfeuchtigkeit. In dieser Zeit begannen die Aborigines traditionell das Niederbrennen des Unterholzes, um neues Wachstum der Pflanzen zu unterstützen und das Land aufzuräumen
- Wurrgeng – Mitte Juni bis Mitte August: kühles Wetter, geringe Luftfeuchtigkeit, die Ebenen trocknen aus, die Flüsse versiegen.
- Gurrung – Mitte August bis Mitte Oktober: heißes, trockenes Wetter, weiteres Zurückgehen der Billabongs

## Flora

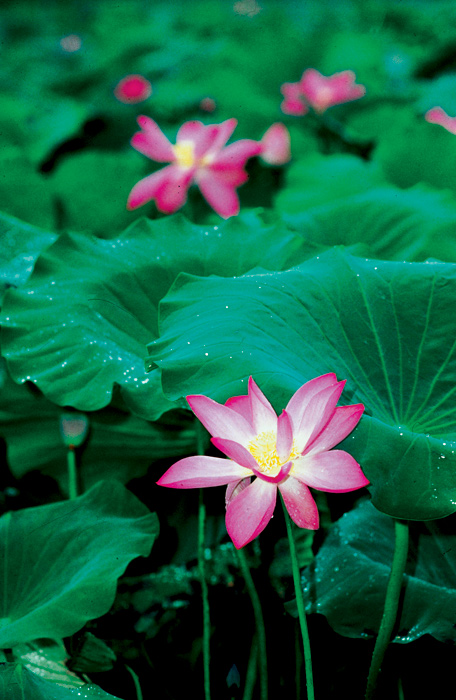
Wasserlilien im Kakadu-Nationalpark

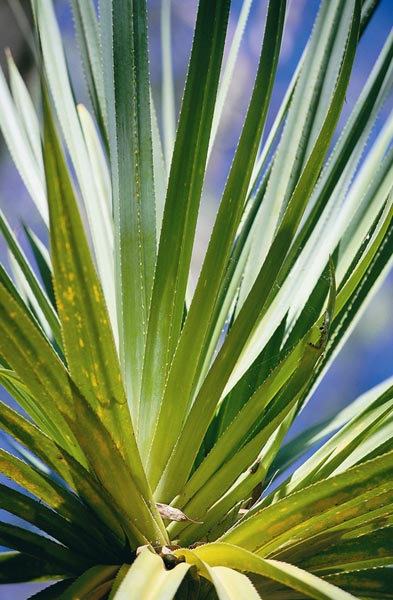
Schraubenbaum (Pandanus spec.) im Kakadu-Nationalpark

Die Flora des Kakadu-Nationalparks gehört zu der reichhaltigsten in den Northern Territories mit mehr als 1700 Pflanzenarten, die die geologische und ökologische Vielfalt des Parkes widerspiegeln. Kakadu wird auch als einer der unkrautärmsten Nationalparks weltweit betrachtet.
Jede der unterschiedlichen geologischen Landschaften besitzt ihre eigene spezialisierte Flora. Die Landschaft, die als steinige Landschaft beschrieben wird, besitzt beispielsweise spezielle Grassorten, die auch in extremer Hitze und in langen Trockenperioden gefolgt von starken Regenfällen überleben.
Regenwälder finden sich häufig in den eher kühlen Schluchten. In den südlichen Bergen und Tälern finden sich viele endemische Pflanzenarten wie der Eucalyptus koolpinensis, der sich in der Nähe der Jarrangbarnmi (Koolpin Gorge) entwickelt hat. Das Flachland bildet einen großen Teil des Kakadu-Nationalparks. Es ist bewachsen mit Eukalyptus und verschiedenen Grasarten wie dem Speergras und unterschiedlichen Wildblumenarten. Die Ebenen, die einen großen Teil des Jahres überflutet sind, bilden die Heimat von Riedgräsern und Baumarten wie der Frischwassermangrove (itchy tree), Schraubenbäumen (Pandanus) und Myrtenheiden (Melaleuca). Wasserlilien, Lotusblumen und Seerosen in blau, gelb und weiß sind ebenfalls häufig zu sehen. Auch einige seltene fleischfressende Pflanzen wie Regenbogenpflanzen, Wasserschläuche und Sonnentau haben hier ihre Heimat. In den Meeresarmen und den Gezeitenebenen finden sich die unterschiedlichsten Mangrovenarten (39 der 47 im Northern Territory heimischen Mangrovenarten wachsen im Kakadu-Nationalpark), die auch für die Stabilisierung der Küstenlinie eine entscheidende Rolle spielen. Mangroven dienen als Brut- und Nahrungsplatz für viele verschiedene Fischarten wie den Barramundi.
Zwischen 1964 und 2004 wurde eine Zunahme der Gehölzpflanzen sowohl in den Eukalyptus-Savannengebieten als auch in den Schwemmebenen verzeichnet. Als mögliche Erklärung für diese Entwicklung wurden die steigenden Büffelbestände im Park betrachtet. Neuere Untersuchungen zeigen indessen, dass die Büffel nur eine relativ geringe Rolle spielen und dass der größte Einfluss vom Feuer-Management und von Klimaveränderungen kommen dürfte.

## Fauna

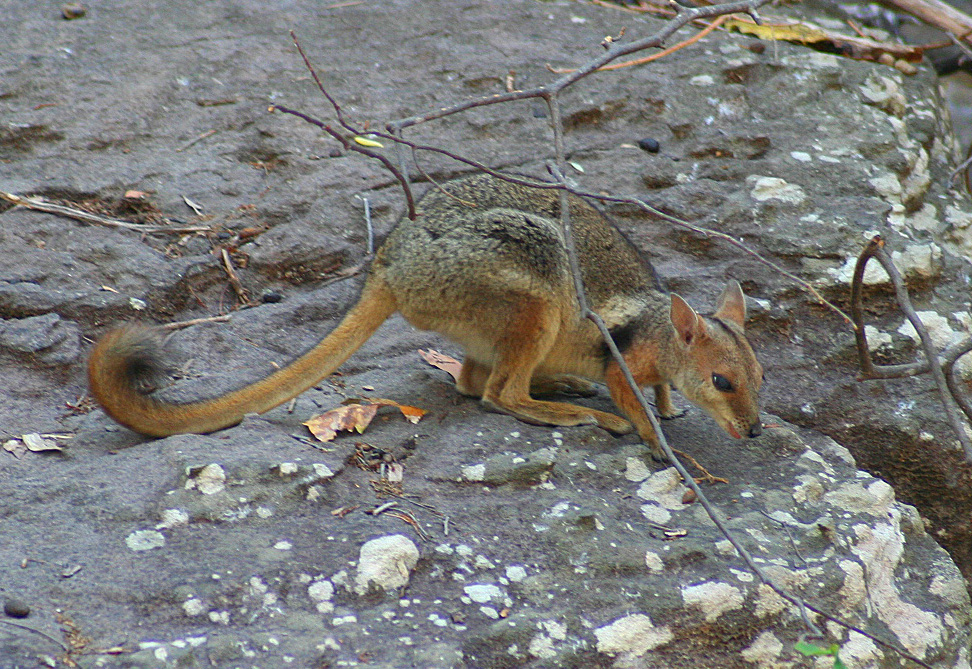
Kurzohr-Felskänguru im Kakadu-Nationalpark

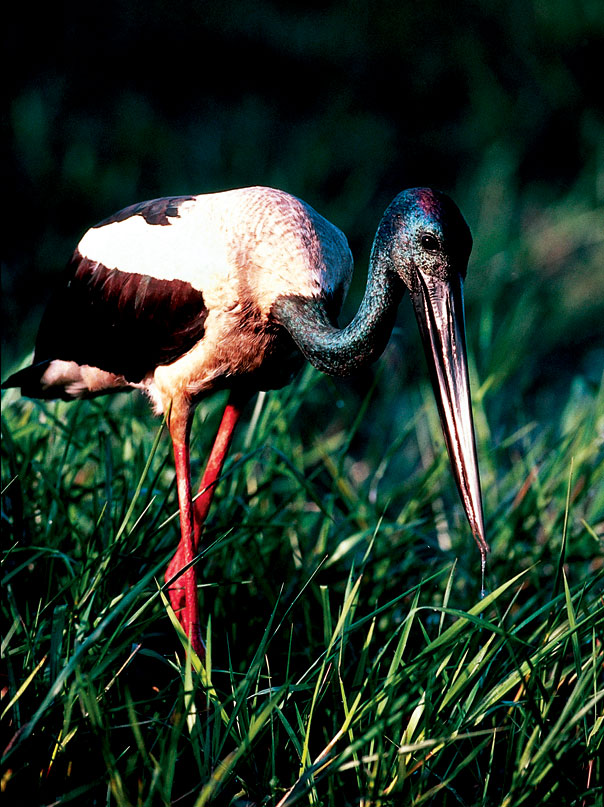
Riesenstorch
Kakadu National Park

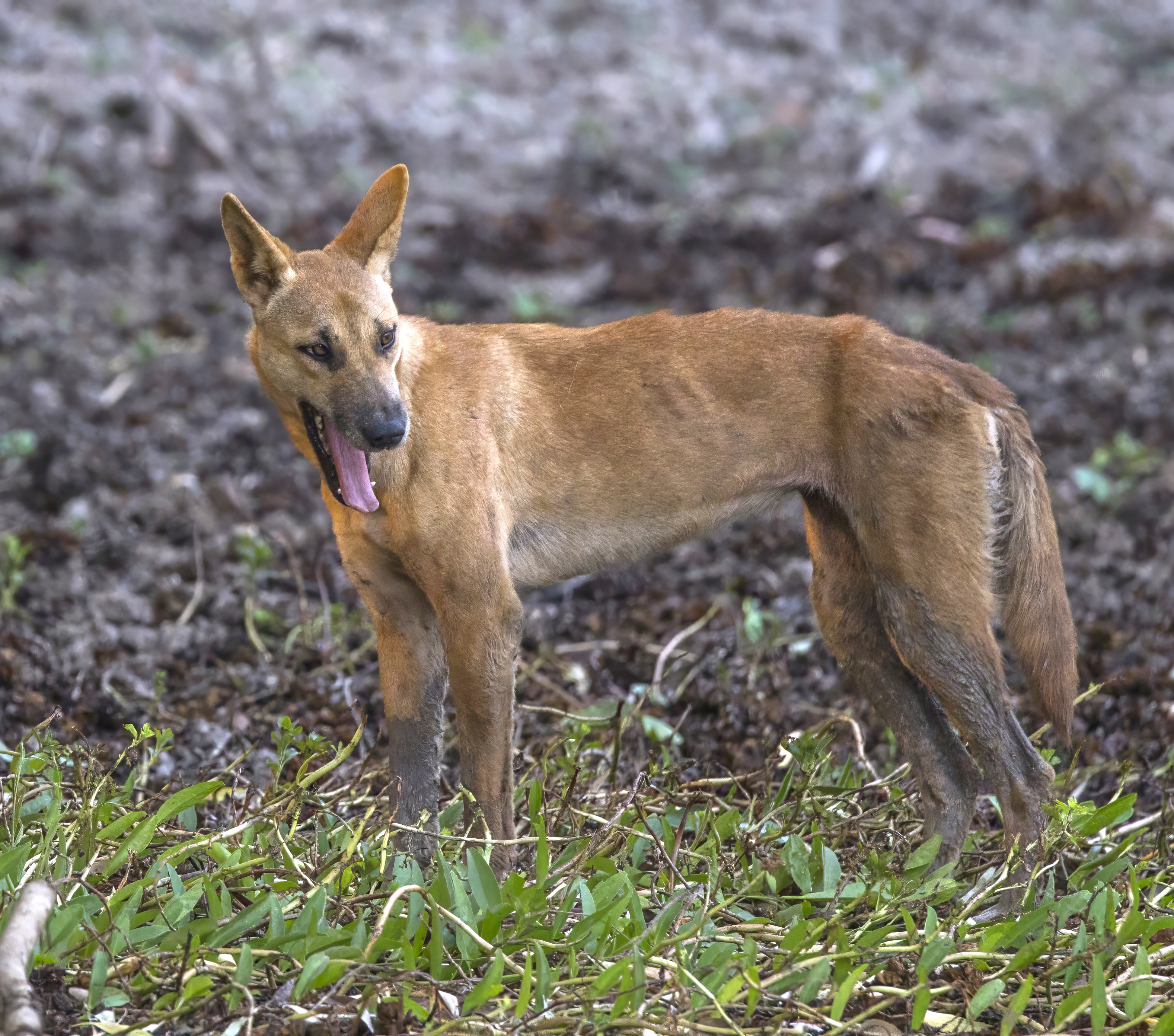
Dingo im Kakadu-Nationalpark

Die unterschiedlichen Lebensräume des Parkes sind auch Heimat für viele Tierarten, einige davon speziell an einzelne Habitate perfekt angepasst – endemisch und andere gelistet als bedrohte Tierart. Aufgrund des extremen Klimas sind viele Tierarten nachtaktiv oder nur zu einer bestimmten Jahreszeit aktiv.
Es gibt etwa 60 verschiedene Säugetierarten im Kakadu-Nationalpark. Die meisten von ihnen finden sich in den Wäldern und Ebenen und sind eher nachtaktiv. Andere wie die Kängurus (insgesamt 8 Arten) sind auch in den etwas kälteren Stunden des Tages zu sehen. Zu den häufigeren Arten zählen Dingos, Antilopenkängurus, Schwarze Bergkängurus, Flinkwallabys und Kurzohr-Felskängurus, Zwergbeutelmarder, Große Pinselschwanzbeutler, Große Kurznasenbeutler, Schwarzfuß-Baumratten und Schwarze Flughunde. In den Küstengewässern kommen Dugongs vor.
Die unterschiedlichen Landschaftsformen des Nationalparks ziehen tausende Vögel an, vor allen Dingen in der Regenzeit. Es leben etwa 280 Vogelarten in Kakadu und damit rund ein Drittel aller Vogelarten von ganz Australien. Die bekanntesten darunter sind Brillenpelikan, Riesenstorch, Weißbauch-Seeadler und Spaltfußgans.
Bis heute wurden 117 Reptilienarten im Kakadu verzeichnet. Da sie wechselwarm sind, ist für sie die Wärme der Sonne überlebenswichtig, um ihre Körpertemperatur zu regulieren. Das heißt aber nicht, dass alle Reptilien nur tagaktiv sind; einige Schlangenarten sind im Gegenteil eher nachtaktiv.

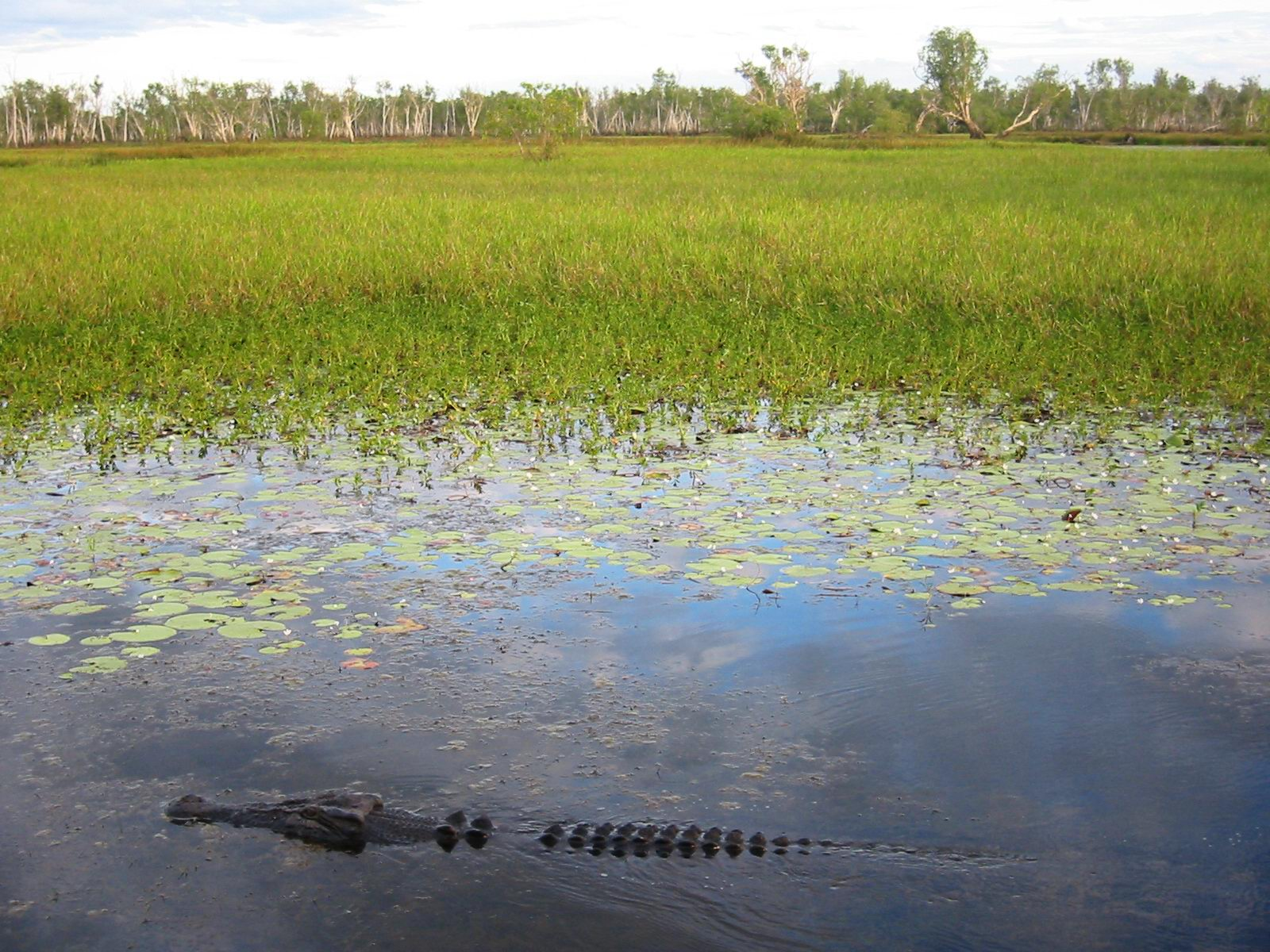
Salzwasserkrokodil
Kakadu National Park

Im Kakadu-Nationalpark gibt es zwei verschiedene Krokodilarten: das Süßwasserkrokodil (Crocodylus johnstonii) und das Leistenkrokodil oder Salzwasserkrokodil (Crocodylus porosus). Süßwasserkrokodile sind einfach zu identifizieren an ihrer auffällig schmalen, spitzen Schnauze und den vier knochigen Wölbungen gleich hinter dem Kopf, die Salzwasserkrokodile nicht besitzen. Die maximale Größe dieser Tiere beträgt 3 Meter, wogegen Salzwasserkrokodile bis 6 Meter groß werden können. Damit zählen Krokodile zu den berüchtigtsten Tieren im Kakadu-Nationalpark, bekannt nicht zuletzt durch den Film Crocodile Dundee – Ein Krokodil zum Küssen (1986), der teilweise im Kakadu-Nationalpark gedreht worden ist.
Im Kakadu-Nationalpark finden sich 25 Froscharten, die extrem gut an das extreme Klima angepasst sind. Einige davon sind nur zur Regenzeit aktiv. Zu Beginn der Regenzeit, wenn sich die Wasserlöcher (Billabong) mit Wasser füllen, sind die Nächte mit Froschgequake von zum Beispiel Northern Ochsenfrosch und verschiedenen Arten der Australische Südfrösche erfüllt. Nicht alle Froscharten leben in den Sumpfgebieten; viele finden sich auch in den Waldgebieten.
Im Kakadu-Nationalpark wurden bisher 53 verschiedene Süßwasserfischarten nachgewiesen; acht davon sind nur in einem begrenzten Gebiet zu finden. Im Magela-Creek-System findet man 32 Arten, im Vergleich dazu gibt es im Murray River nur 27 Arten. In Australien gibt es viele von Menschen eingeführte Fischarten; im Park konnte aber bisher keine nachgewiesen werden. Ein häufiger Süßwasserfisch ist der Barramundi.
Obwohl es im Park mehr als 10.000 verschiedene Arten von Insekten gibt, werden diese Tiere oft von Besuchern nicht beachtet. Zu den Insektenarten im Park zählen Grashüpfer, Käfer, Fliegen, Termiten, Schmetterlinge und Falter, Bienen, Wespen, Ameisen, Libellen und Kleinlibellen, Köcherfliegen, Mücken und Eintagsfliegen.
Die beeindruckendsten Insekten sind wahrscheinlich die Termiten mit ihren riesigen Termitenhügeln, die sich im südlichen Teil des Parkes befinden. Der Leichhardt’s Grashüpfer in seinen orange, blau, schwarzen Farben ist eines der bekanntesten Insekten des Kakadu-Nationalparks. Er findet sich auch in Arnhem Land und im Gregory National Park.

### Eingeführte Tierarten
Der Kakadu-Nationalpark beherbergt eine verwilderte Population des aus Asien eingeführten Wasserbüffel. Die Tiere wurden hier Mitte des 19. Jahrhunderts eingeführt und bis in die 1950er Jahre durch einheimische Jäger in Schach gehalten.
Im Jahr 1988 betrug der Bestand der hier lebenden Tiere 20.000. Durch ihr Fress- und Suhlverhalten beeinflussten sie nachhaltig ihren Lebensraum. Einheimische Tierarten wie Krokodile und Barramundis nahmen in ihrer Bestandszahl ab; der Lebensraum insbesondere für einheimische Wasservögel wurde nachhaltig eingeschränkt. Die Anzahl der Wasserbüffel wurde durch ein rigoroses Abschussprogramm auf 250 Tiere im Jahr 1996 reduziert.
Welchen Einfluss die Büffel tatsächlich auf die Vegetation haben, ist jedoch noch nicht geklärt. Vor allem Feuer, die früher von den Aborigines bewusst gelegt wurden, dürften die ursprüngliche Vegetation stark verändert haben. Einer Studie zufolge scheint ein hoher Büffelbestand zu verringertem Gehölzaufkommen innerhalb der Schwemmebenen zu führen, während Büffel in den Eukalyptus-Savannen eher die Ausbreitung von Gehölzen begünstigen sollen. Die Erklärung dafür könnten Buschfeuer sein, die durch die Abweidung des Unterwuchses bei hohen Büffelbeständen weniger groß werden. Eine andere Studie kommt im Gegensatz dazu zum Schluss, dass der Einfluss der Büffel auf die Verbreitung von Gehölzen im Nationalpark relativ gering ist. Demnach wären andere Ursachen, wie Feuer oder klimatische Änderungen für die allgemeine Ausbreitung von Gehölzen verantwortlich. Zudem sei ein komplexer nicht linearer Zusammenhang zwischen Büffeln und Vegetation denkbar. Möglicherweise könnten beispielsweise sehr hohe Büffelbestände Gehölze durch das Niedertrampeln von Jungbäumen und das Abfressen der Schösslinge eher zurückdrängen, während das völlige Fehlen von Büffeln genug Unterholz für große Feuer lassen könnte, bei denen Gehölze oft verbrennen. Demnach begünstigen vielleicht am ehesten niedrige Büffelbestände die Ausbreitung von Gehölzen. Eine weitere invasive Art, die das Ökosystem bedrohen könnte, ist die im Jahre 1935 in Australien eingeführte Aga-Kröte.

## Landschaftsformen

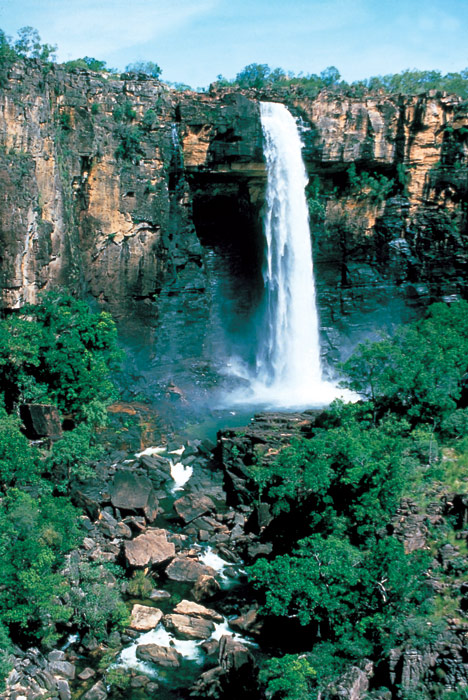
Wasserfall – Kakadu National Park

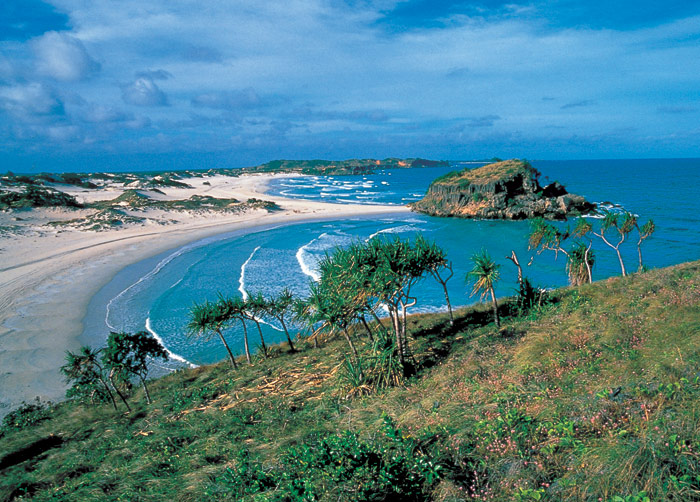
Nanydjaka (Cape Arnhem Coast) – Kakadu National Park

Im Kakadu-Nationalpark finden sich sechs verschiedene Landschaftsformen: das Arnhem Land Plateau, auch bekannt als Sandsteinhabitate, die Küsten- und Flussmündungen, die Überschwemmungsebenen und Billabongs, das Tiefland Savanne, die südlichen Bergketten und Täler. Jede dieser Landschaftsformen besitzt ihr eigenen Habitate, die insgesamt dazu betrugen, dass der Park als Weltnaturerbe bei der UNESCO gelistet wurde.
Es wird angenommen, dass Kakadu vor etwa 140 Millionen Jahren größtenteils ein flacher See oder ein Meer war. Die heute herausragenden Felsformationen stellten ein Kliff dar und dahinter formierte sich das Arnhem Land Plateau als Flachland etwas höher als der Meeresspiegel. Heute erheben sich diese ehemaligen Kliffs bis zu 330 m über das Plateau hinaus und formen eine über 500 km lange Linie entlang der östlichen Grenze des Parks bis hin ins Arnhem Land. Diese Linie variiert von vertikalen Kliffs wie den Jim Jim Falls bis eher stufenartigen isolierten Kliffs im Norden.

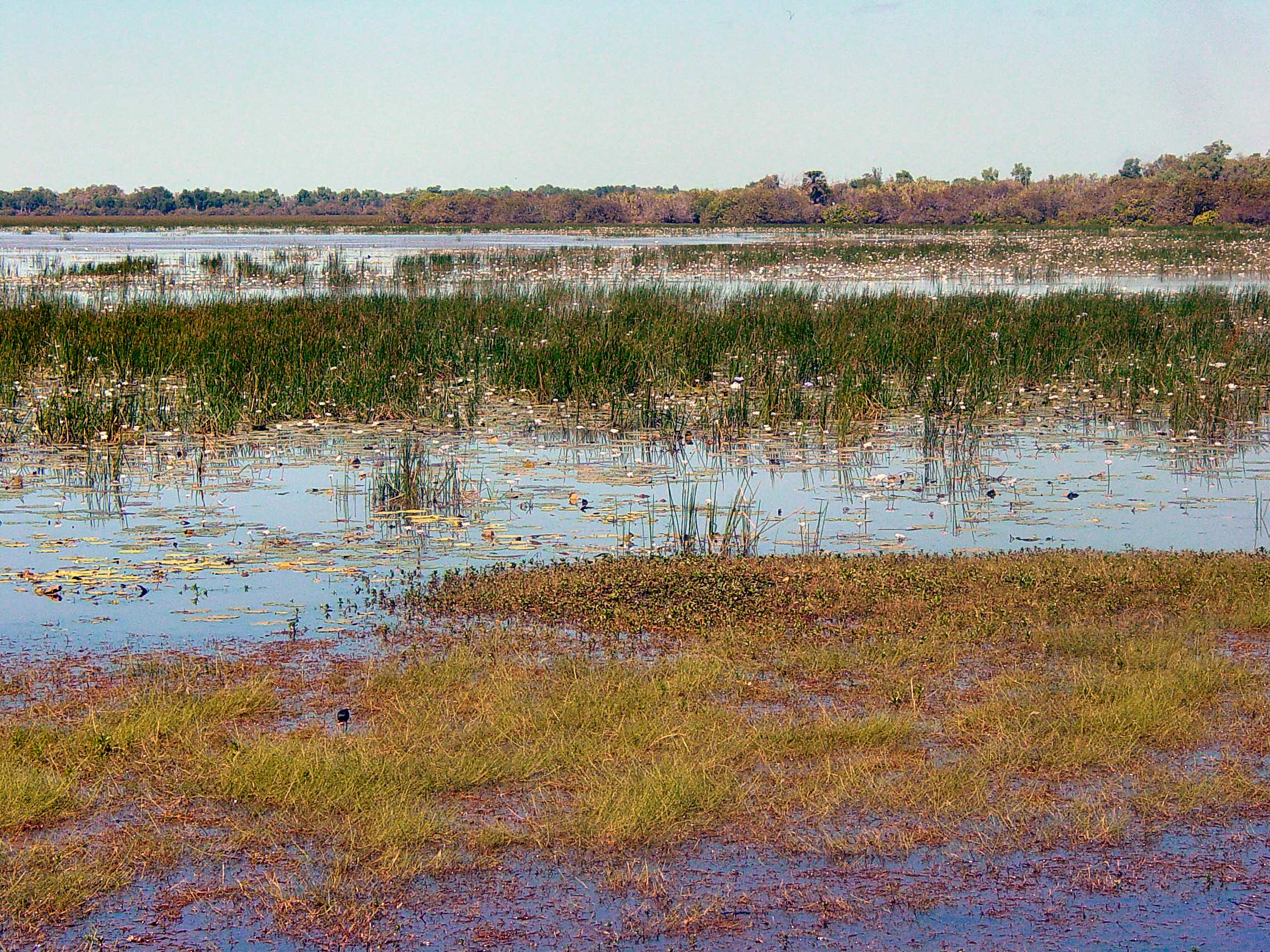
Mamukala
Kakadu National Park

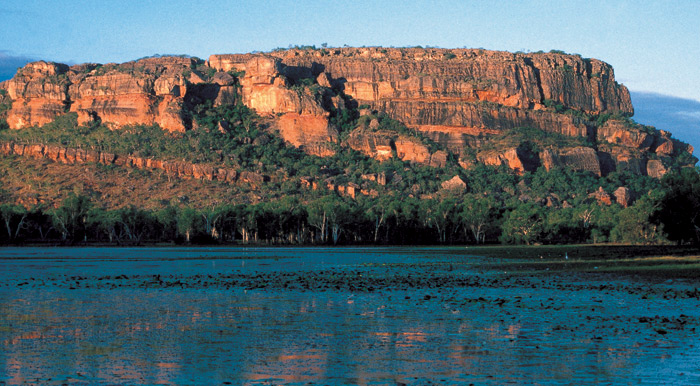
Nourlangie Rock

Die Felsformationen des Plateaus setzen sich aus einem Netzwerk aus Schluchten und Spalten zusammen. Die oberen Ebenen des Plateaus sind sehr trocken und Wasser trocknet schnell weg. Es gibt wenig wirkliche Erde, die dann eher spärlich bewachsen ist. Es bildeten sich im Laufe der Zeit eher Nischen, die sich in kleinen Waldgruppen entwickelten.
In den Schluchten bildeten sich tropische Regenwälder, die durch das Wasser, das von den Felsen herunterfließt, gespeist werden. So entstanden einzigartige Mikrohabitate für unterschiedliche Tier- und Pflanzenarten. Viele Tierarten überleben die Trockenzeit nur durch diese Lebensräume. Die Hauptpflanzenart dieser Schluchten ist der Allosyncarpia ternata, ein großer Baum, der nur im Kakadu-Nationalpark und im Arnhem Land wächst.
Die Ausläufer des Plateaus separierten sich im Laufe der Zeit und sind geprägt durch starke Erosion.
Teilweise handelt es sich auch um ehemalige Inseln des Meeres, welches die Kakadu-Region bedeckte. Diese Landschaftsform erstreckt sich über weite Gebiete des Top Ends. Sie bedeckt insgesamt etwa 70 % des Parkes. Die Dicke des Nährbodens dieser Landschaft ist auch nur gering; der Boden ist oftmals von Lateriten (Ziegelstein) bedeckt, die teilweise eine felsenartige Landschaft bilden.
Während der Regenzeit fließt das Wasser vom Arnhem Land Plateau in die tiefer gelegenen Ebenen und überflutet die Flüsse, Bäche und Überschwemmungsebenen. Mit diesem Wasser werden reichlich Nährstoffe angeschwemmt und führen zu einem reichen Tier- und Pflanzenleben. In der Trockenzeit findet sich Wasser nur in den Flüssen, Bächen und Billabongs. Die Billabongs des Nationalparks sind gelistet (Ramsar Convention) für ihr reichhaltiges biologisches Potential.
Die südlichen Berge und Täler nehmen einen großen Teil des Südens des Kakadu-Nationalparks ein. Die Felsformationen in diesem Gebiet sind durch vulkanische Aktivität entstanden und etwa 2,5 Milliarden Jahre alt.
Die Küste des Parks und die Flusssysteme stehen unter dem Einfluss von Ebbe und Flut, der sich bis zu 100 km ins Land zieht. Diese Gegend unterscheidet sich stark von der Trockenzeit zur Regenzeit. In der Regenzeit wird dieses Gebiet von Wasser überflutet, das nährstoffreichen Schlick enthält, der auch mit ins Meer geschwemmt wird und zu dem charakteristischen schlammigen Wasser in dieser Zeit im Küstengebiet beträgt.
Viele Vogelarten finden in diesem Gebiet reichlich Nahrung, das somit attraktiv für Ornithologen ist.

## Felsmalereien der Aborigines

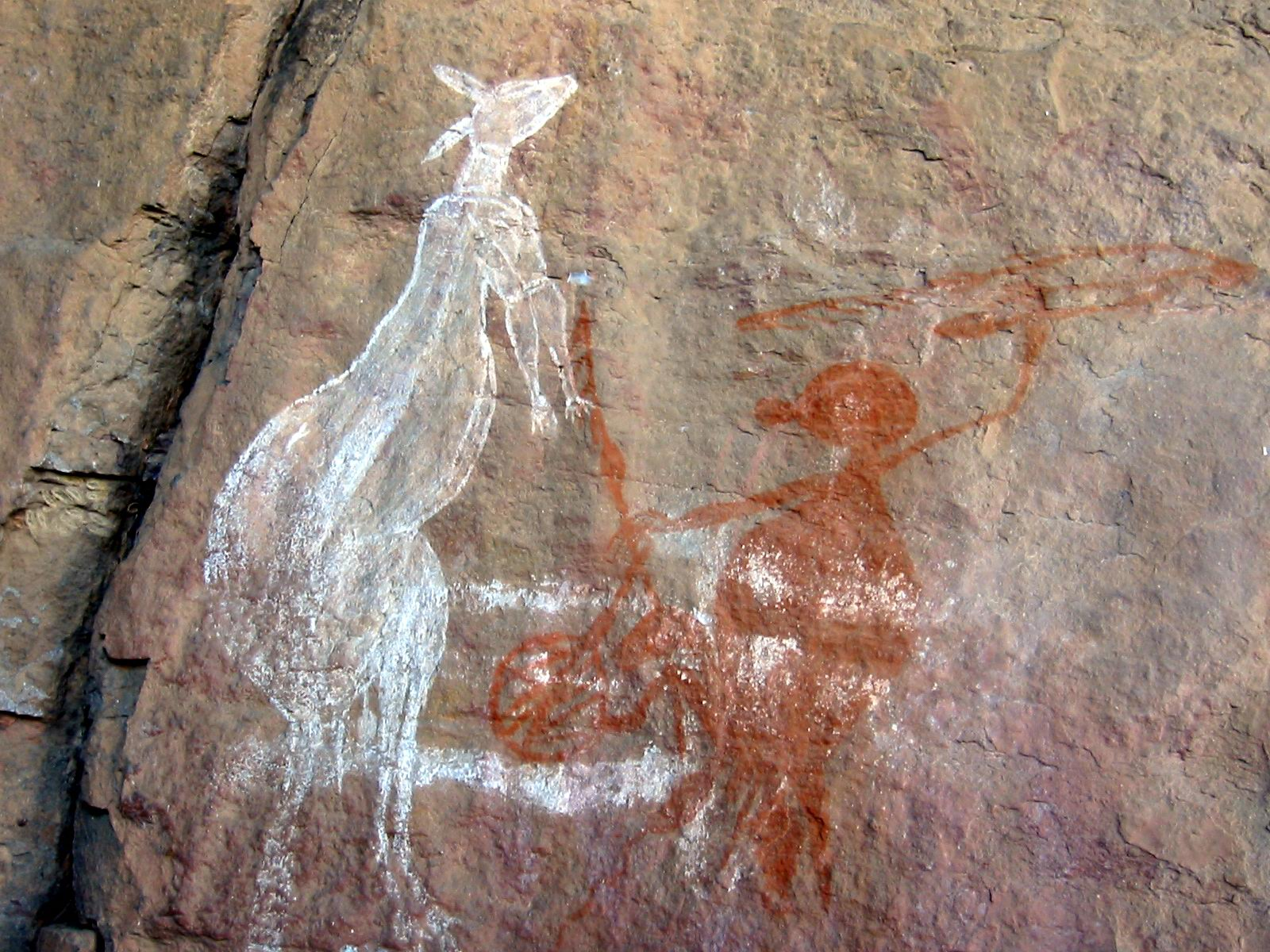
Anbangbang Rock Shelter
Aborigine Rock Art

Die Kunstfundstellen des Kakadu-Nationalparks Ubirr, Nourlangie und Nanguluwur sind international als herausragende Aborigine Felsmalereien bekannt. Sie befinden sich in den Felsen, Felsüberhängen und Höhleneingängen, in Gebieten, die jahrtausendelang von Aborigines bewohnt wurden.
Die Hintergründe und Motive dieser Malereien sind unterschiedlich:
- Jagdszenen – Tiere wurden oft dargestellt, um den Erfolg der Jagd zu garantieren und an den Geist der Tiere zu gelangen
- Religiöse Gründe – einige der Szenen stellen Zeremonien dar
- Geschichten und Lehren – Geschichten, die mit den Schöpfern in Zusammenhang stehen, die der Welt ihre Form gaben
- Zauberei und Magie – Malereien wurden genutzt, um Ereignisse und das Leben von bestimmten Menschen zu beeinflussen
- Darstellung von Helden und ihrer Taten – hauptsächlich Geister aus der Traumzeit
- Spaß – Spiele von Kindern und zum Üben der Maltechniken

Die ersten Felsmalereien wurden von Nicht-Aborigines im frühen 19. Jahrhundert entdeckt, unter denen der Ethnologe Baldwin Spencer 1912 der erste war. Im Kakadu-Nationalpark wurden bisher etwa 5000 Malereien erfasst, teilweise Galerien, teilweise einzelne Felsmalereien. Man nimmt an, dass sich diese Zahl verdoppeln wird, bis alle erfasst sind. Da die Felsmalereien mit natürlichen, wasserlöslichen Farben gemalt sind, gefährden Regen und die Staubentwicklung durch Besucher den Bestand. Zu den Hauptaufgaben der Park Ranger gehört deshalb die Konservierung der Malereien durch das Legen von Tropfrinnen und die Umleitung von Wasserflüssen.

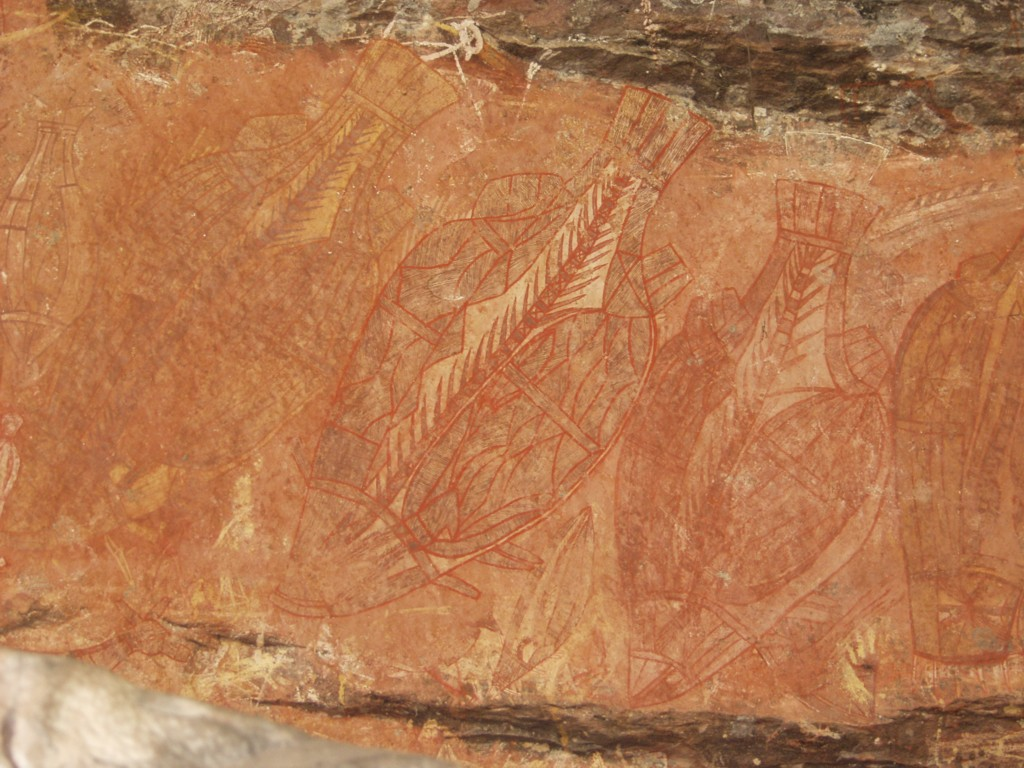
Nourlangie Rock Barramundi Fische im Röntgenstil
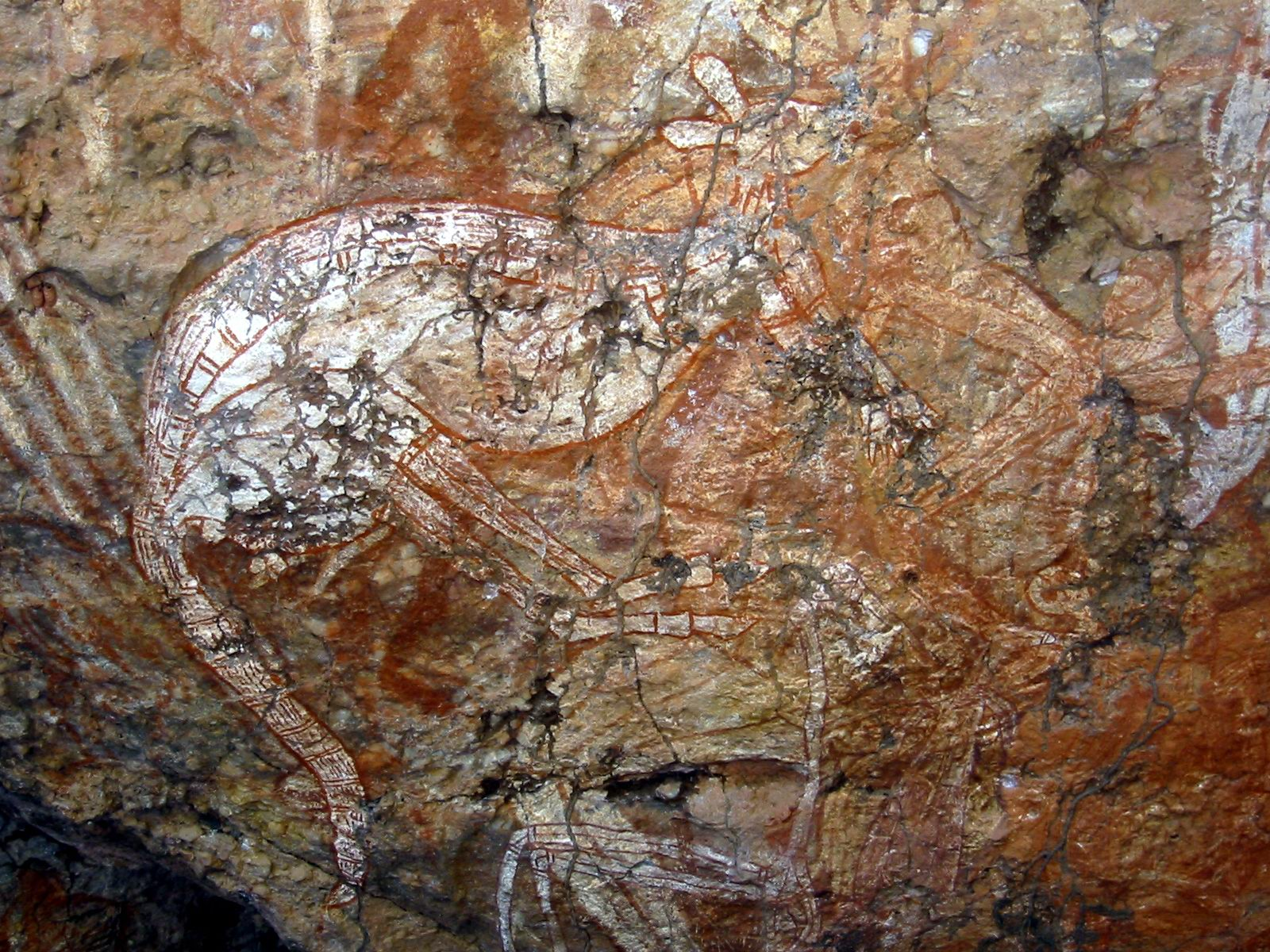
Nourlangie Rock Känguru im Röntgenstil
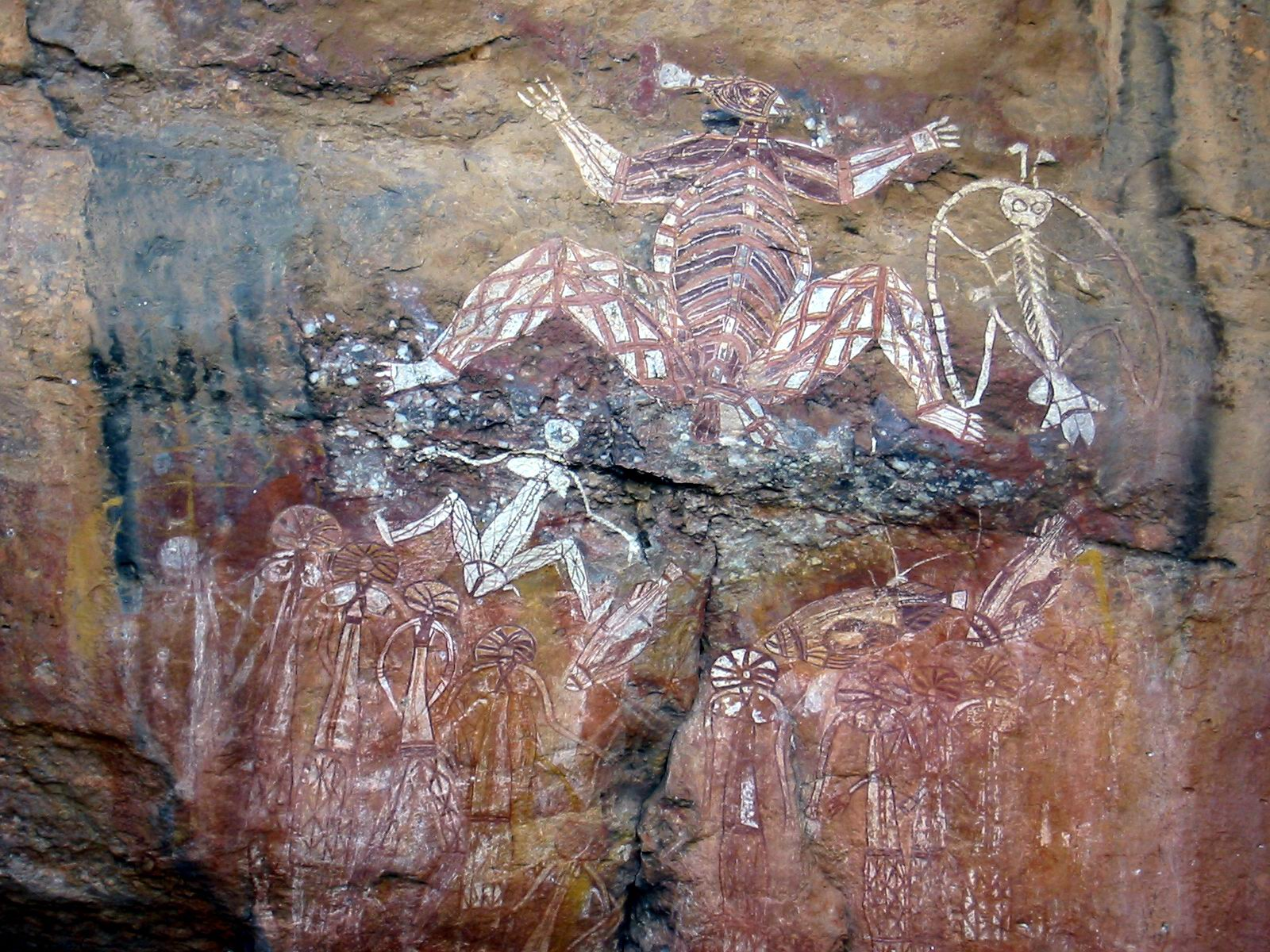
Nourlangie Rock eine Gruppe von Geistern am
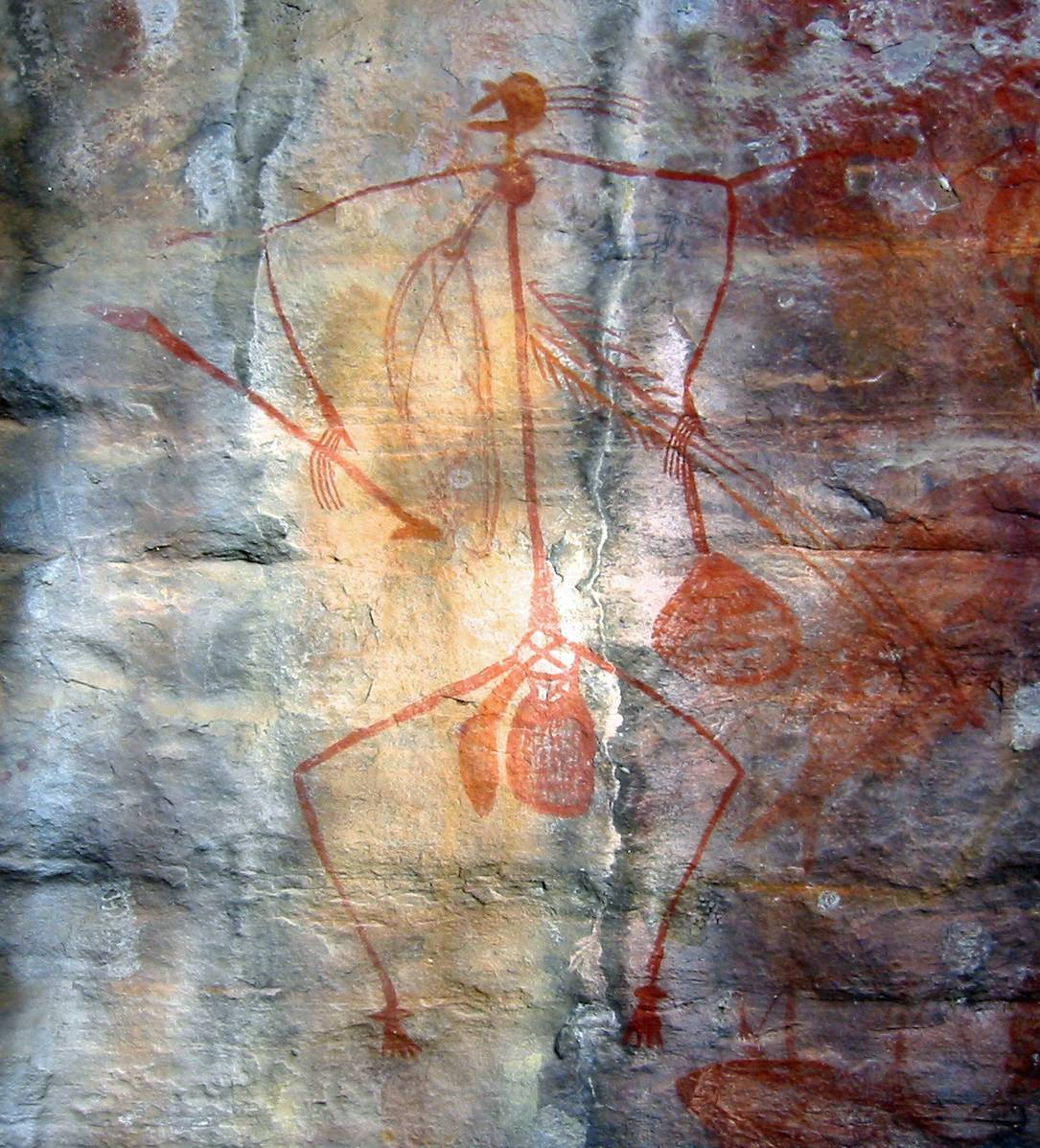
Ubirr „Mimi“-Geist
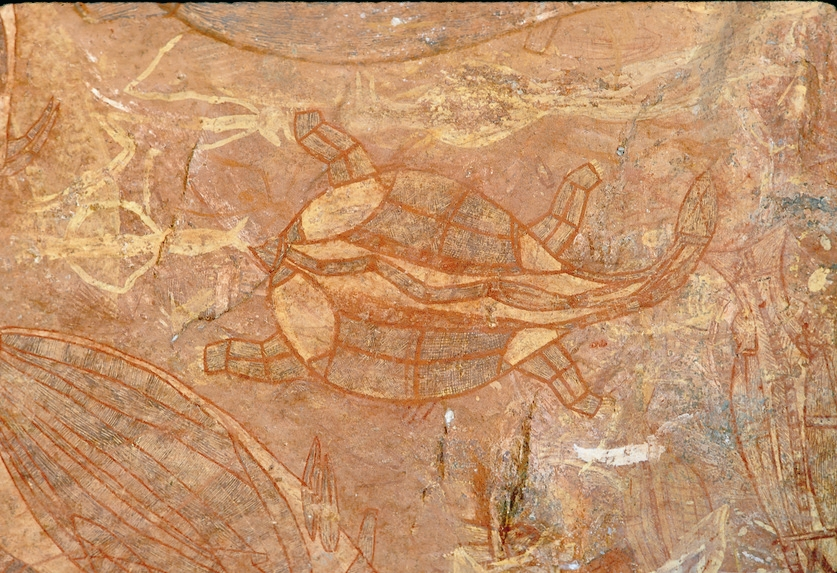
Ubirr Aborigini Rock Painting
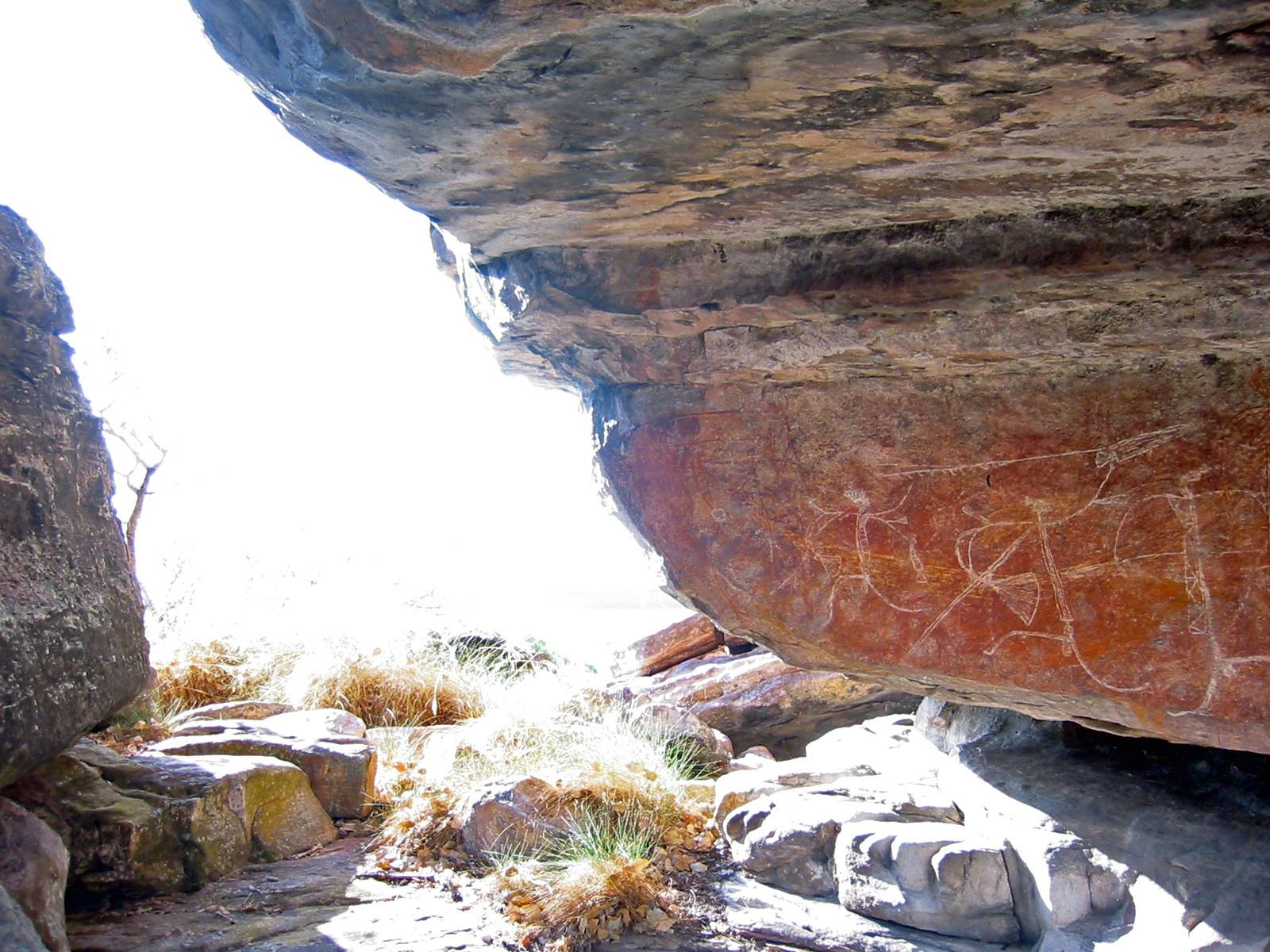
Ubirr Aborigine Rock Art
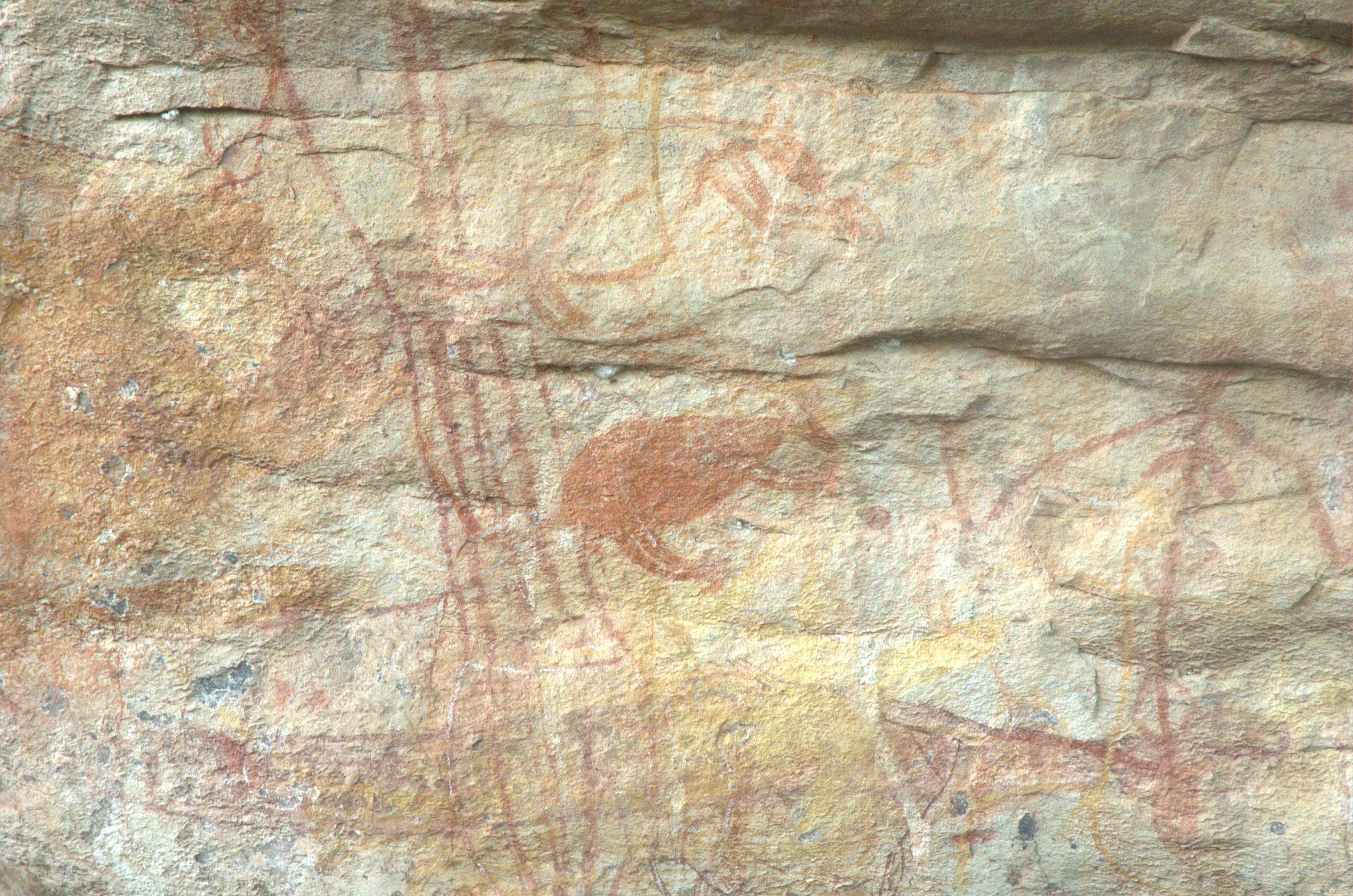
Nanguluwur Wallaby Zeichnung

## Einfluss des Menschen

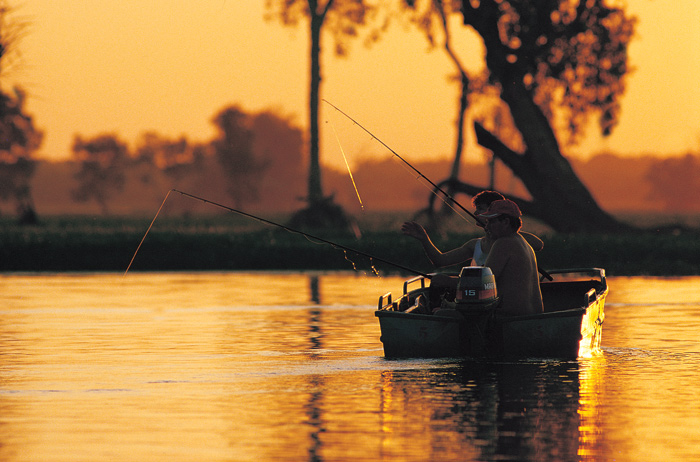
Yellow Water
Fischen im Billabong

Der Einfluss des Menschen vor allen Dingen im 19. und 20. Jahrhundert war signifikant. Dabei entstand durch die Einführung des Wasserbüffels aus Asien der größte Schaden, da viele fragile Systeme wie die Billabong fast unwiderruflich geschädigt wurden. Ein großer Teil der Büffel wurde daher im vergangenen Jahrhundert zur Jagd freigegeben und der Bestand somit reduziert. Die Krokodiljagd ist in dem Gebiet seit 1972 verboten, obwohl man heute darüber diskutiert, einen kleinen Bestand wieder zum Abschuss freizugeben, da die Zahl der Krokodile zu hoch ist und die Nahrung für die Tiere nicht ausreicht.
Die Minen sind natürlich ein weiterer Einfluss des Menschen auf die Landschaft, wobei es derzeit nur noch eine operierende Mine gibt. Die Unternehmen haben als Auflage, das Gebiet nach dem Abbau wieder zu renaturieren.
Tourismus zählt heute zum stärksten Einflussfaktor, da pro Jahr hunderttausende den Park besuchen. Dazu wurde eine entsprechende Infrastruktur aufgebaut, Unterkünfte, Straßen, Telekommunikationsanlagen u. v. m.

### Feuermanagement

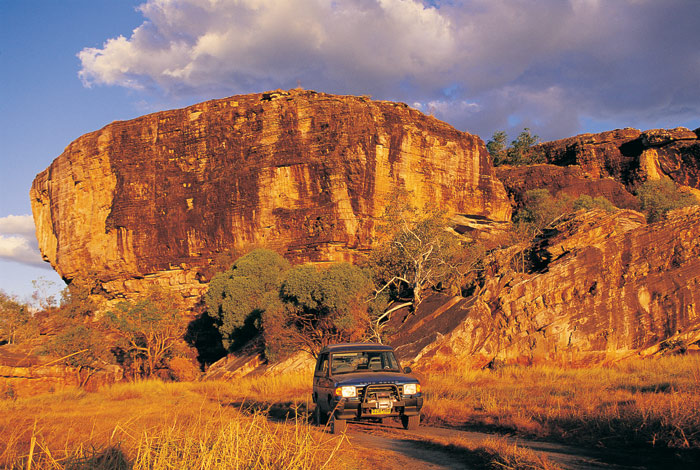
Gunbalanya
Auf der Straße zur Red Lily Lagoon

Feuer gehört zu der Landschaft des Kakadu-Nationalparkes, vor allen Dingen auf den weiten Gras- und Buschland, das langen Trockenperioden ausgesetzt ist. Die Flora ist dem Feuer angepasst und einige Pflanzen brauchen diese Buschfeuer, um sich fortzupflanzen, da die Samenkapseln erst bei hohen Temperaturen aufplatzen. Feuer generell ist hier weniger gefährlich als in den südlichen Teilen Australiens. Viele Bäume sind resistent gegenüber Feuer, andere Pflanzen haben eine schnelle Regenerationsphase.
Kontrolliertes Abbrennen wird im Kakadu-Nationalpark in Abstimmung mit den traditionellen Besitzern, den Aborigines, vorgenommen. Dieses Feuerlegen wird von den Aborigines schon seit tausenden Jahren praktiziert, teilweise in Bezug auf Landmanagement oder auch zur Jagd, um die Tiere herauszulocken. Wenn das Feuer erloschen ist, ziehen die neuen jungen Pflanzen Tiere wie vor allen Dingen die Wallabys an. Adler kreisen häufig fast direkt über dem Feuer, um Kleintiere zu jagen, die dem Feuer entfliehen wollen.

### Tourismus

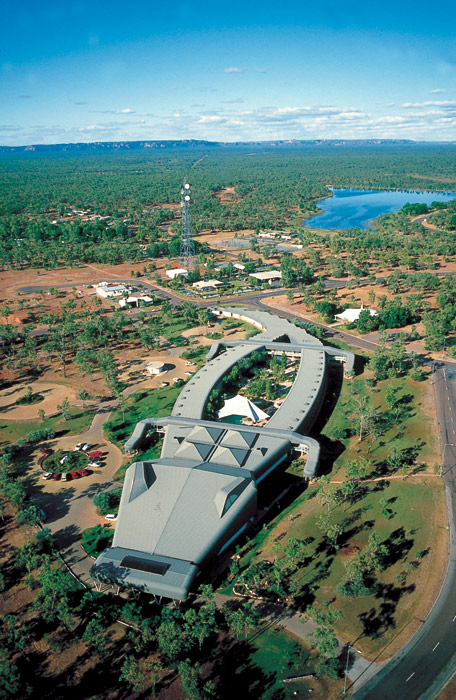
Crocodile Hotel – Jabiru

Der Kakadu-Nationalpark ist eine der Hauptattraktionen im Northern Territory und zieht pro Jahr über 200.000 Besucher an (2005 waren es 202.000 Besucher). Vor allen Dingen die Landschaftsformen, die Tier- und Pflanzenwelt und die Kultur der Aborigines wecken reges Interesse. Es gibt einige wunderschöne Wasserfälle und Schluchten wie Maguk, Gunlom, Twin Falls und Jim Jim Falls.
Der Kakadu-Nationalpark bietet einige der besterhaltenen Felsmalereien der Aborigines in Australien. Obwohl es unzählige Malereien im Park gibt, sind Nourlangie und Ubirr die bekanntesten und die meisten besuchten. Die Tiervielfalt erlebt man am besten an Orten wie dem Yellow Water Billabong, von Cooinda oder Mamukala aus auf einer Wildlife Cruise oder am Anbangbang Billabong. 30 % aller australischen Vogelarten finden sich im Park und so ist er Anziehungspunkt für viele Vogelfreunde.

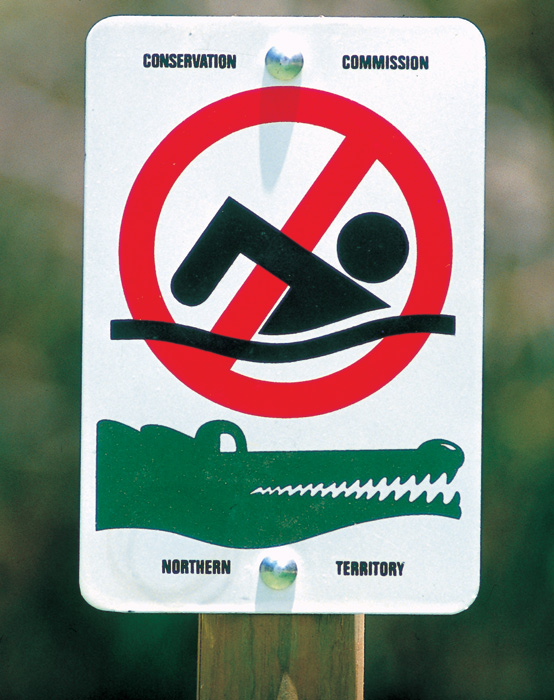
Schwimmen untersagt
No swimming sign

Große Leistenkrokodile (oder auch Salzwasserkrokodile genannt) können von Besuchern des Parks in freier Wildbahn vor allen Dingen im Yellow Water und East Alligator River beobachtet werden. So wurde auch der Film Crocodile Dundee hier gedreht. Schwimmen ist in vielen Teilen des Parks untersagt, da die Gefahr eines Krokodilangriffes besteht. Sichere Schwimmplätze sind ausgeschildert oder können im Besucherzentrum erfragt werden.
Der Barramundi ist ein sehr beliebter Fisch bei Anglern im Nationalpark. Angeln ist im Park erlaubt, Jagen dagegen nicht.
Im Park gibt es unterschiedliche Unterkünfte vom Buschcamping bis zu 5-Sterne-Hotels. Die meisten befinden sich im Ort Jabiru. Der Park kann selbständig mit dem Auto oder in einer geführten Tour erkundet werden. Die meisten Straßen sind mit einem Zweiradantrieb zu befahren, allerdings gibt es Gebiete um die Twin und Jim Jim Falls und Gunlom, in denen man einen Geländewagen benötigt. Eine bekannte Strecke ist der sogenannte Nature’s Way tourism drive, der von Darwin nach Jabiru bis nach Katherine führt und zurück nach Darwin. Er ist etwa 900 km lang.

## Sehenswürdigkeiten

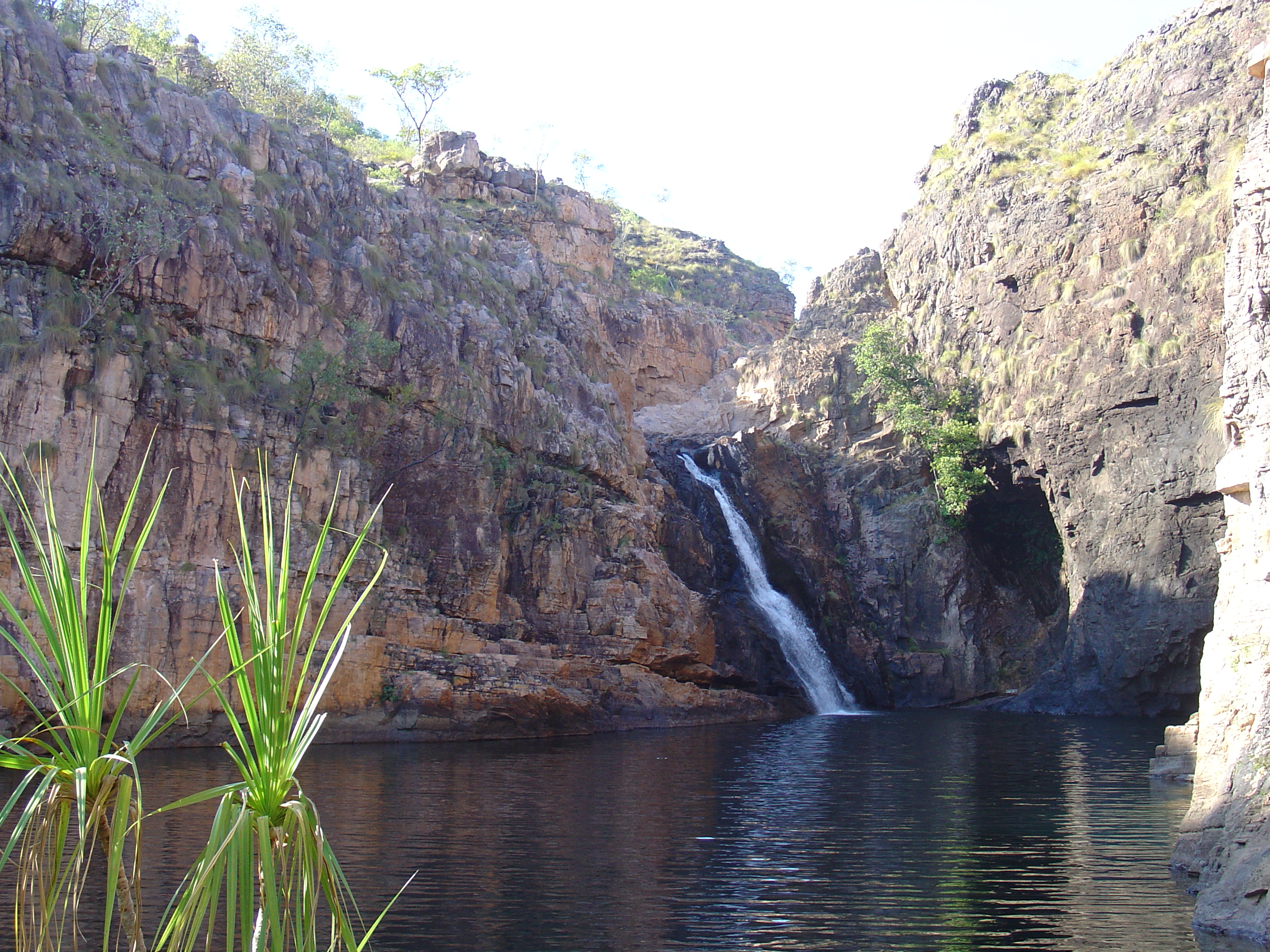
Maguk (Barramundie Gorge)

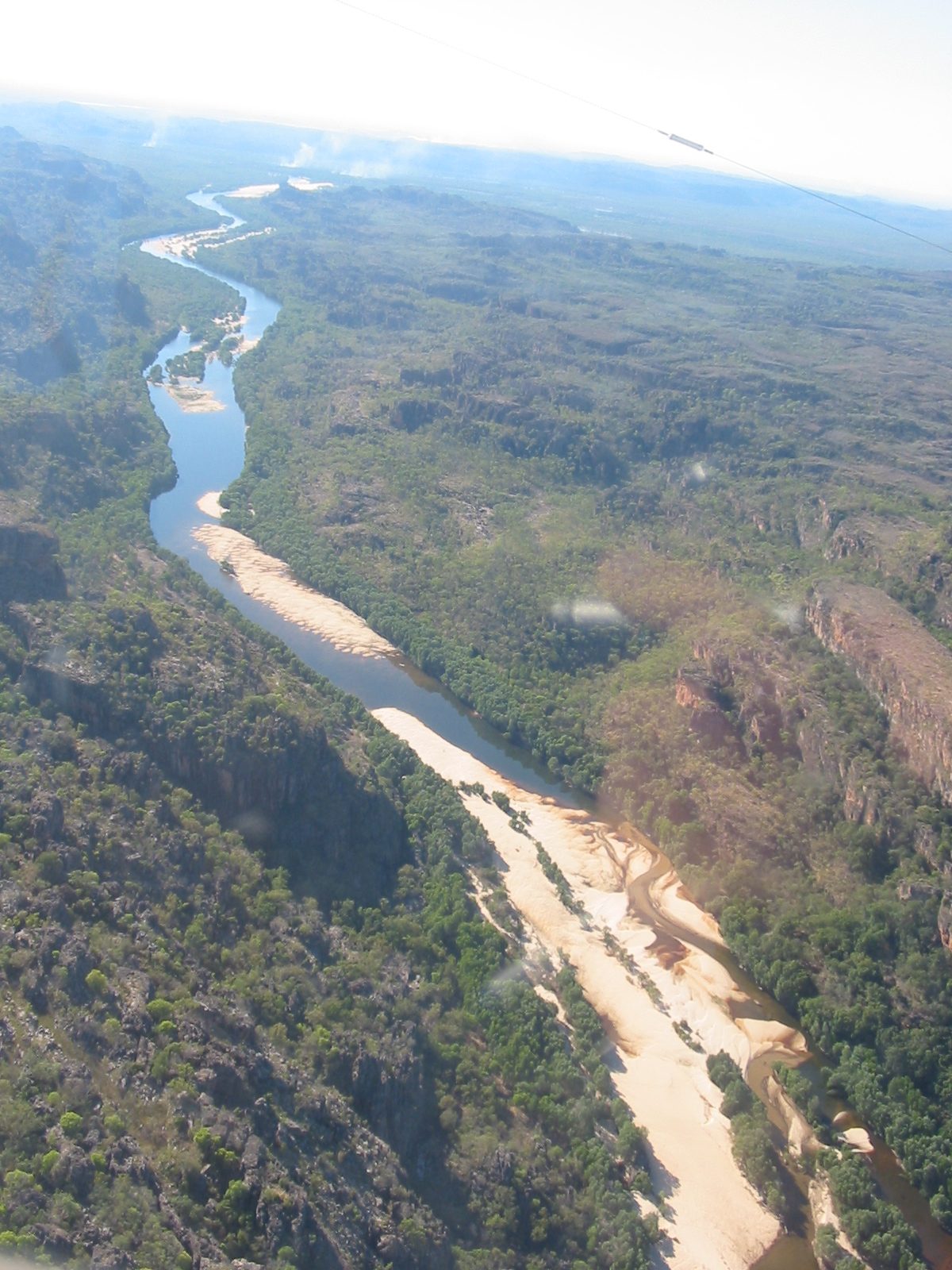
Alligator Rivers

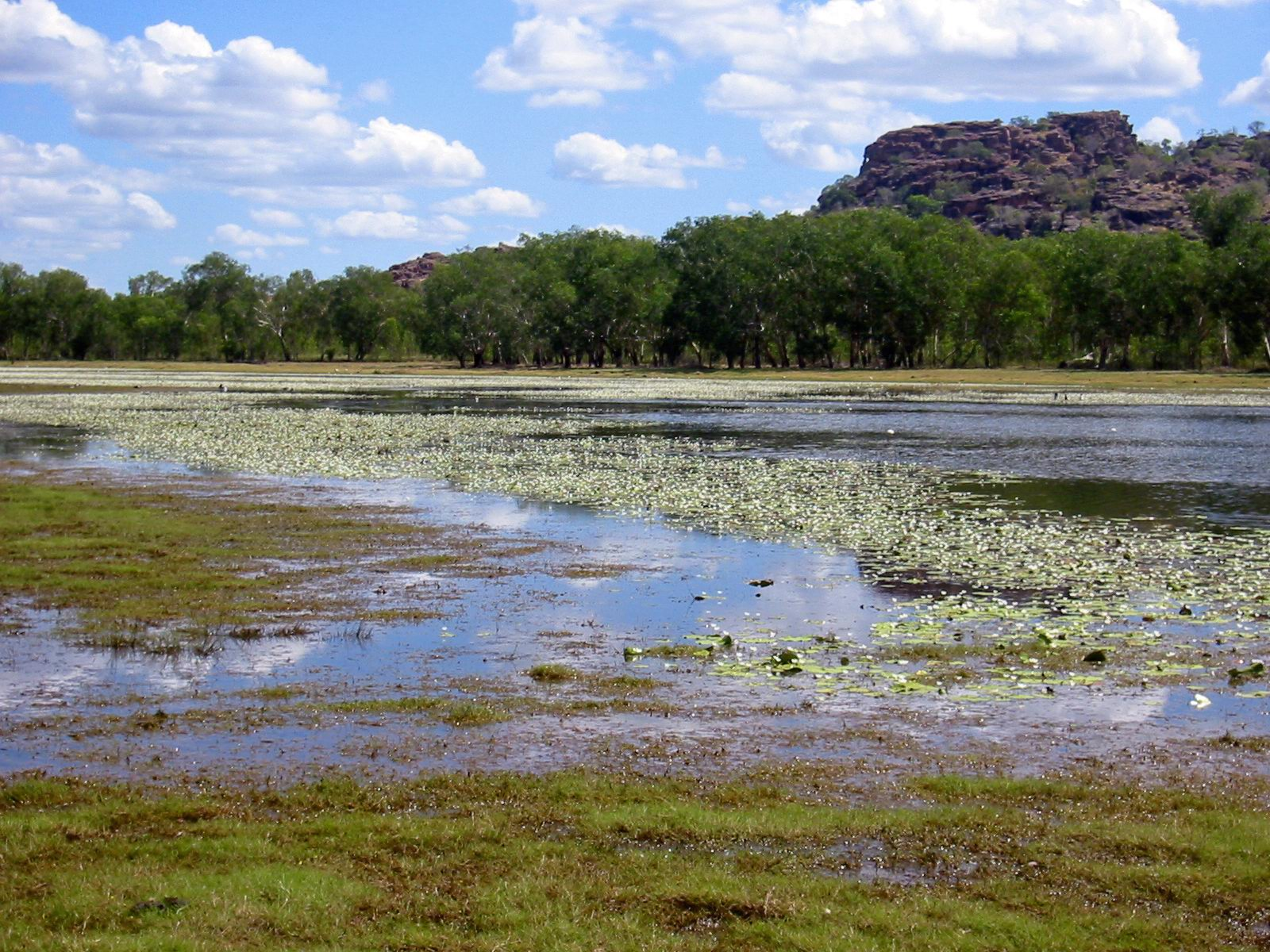
Anbangbang Teich

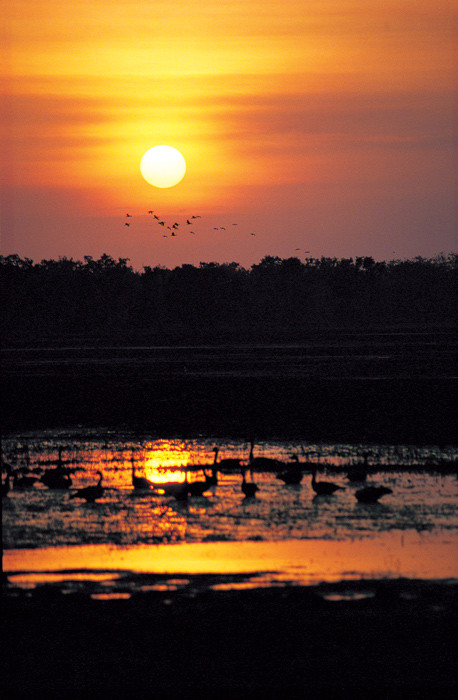
Mamukala Feuchtgebiet

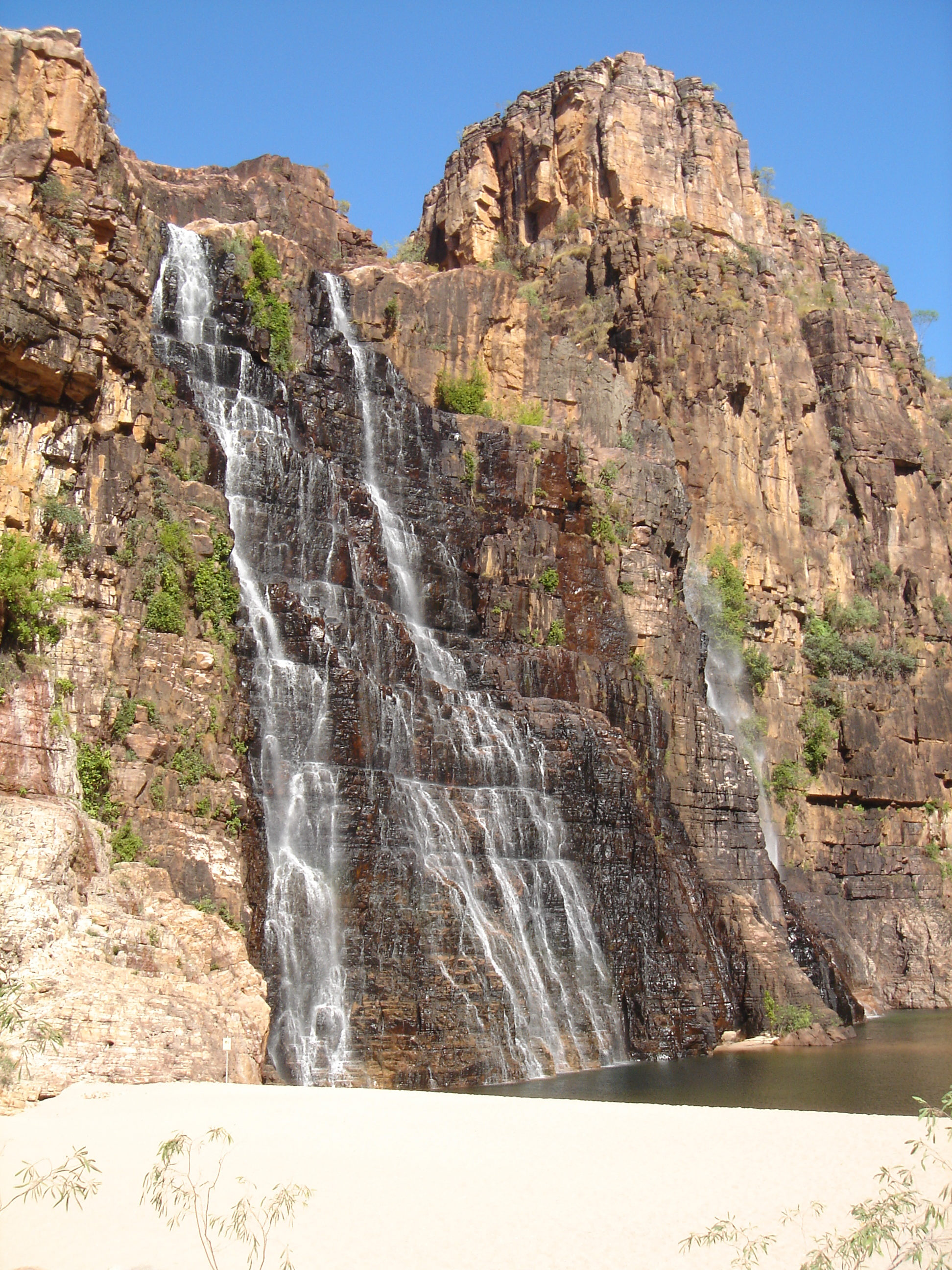
Twin Falls

- Das Bowali Besucherzentrum  – Eine Ausstellung und Videofilme vermitteln einen Einblick in die bedeutendsten Lebensräume des Parks.
- Mamukala Feuchtgebiet – Eine überdachte Beobachtungsplattform ermöglicht es Vögel zu beobachten. Auf ausgedehnten Gehwegen kann man das Feuchtgebiet umwandern.
- Warradjan Kulturzentrum der Ureinwohner – Enthält eine Ausstellung und Informationen über viele Aspekte der Kultur der Ureinwohner des Kakadugebietes. Viele Ausstellungsgegenstände wurden zur Verfügung gestellt von Bininj (Mensch/Mann hier: Bezeichnung der Aborigines des der Gegend) des Murrumbur-Clans. Benannt ist das Zentrum nach Warradjan, der Papua-Schildkröte, deren Form die Architektur des Zentrums nachempfunden ist.
- Yellow Water – Ein lebendig sich veränderndes Feuchtgebiet, in der Regenzeit ein überschwemmtes Gewässer, verwandelt es sich während der Trockenzeit-Periode in einen Zufluchtsort für Tiere.
- Maguk – Ein wunderschöner Teich am Fuße eines kleinen Wasserfalls.
- Gunlom Teich – Man kann diesen Wasserfall von seinem Fuß aus betrachten oder hochklettern und das oben liegende Felsgebiet erkunden.
- Yurmikmik – Insbesondere in der Regenzeit lockt dieses Gebiet mit seinen Angeboten an Wanderwegen entlang der Bachbetten, Wasserfällen und Aussichtspunkte.
- Ubirr Rock-Kunststätte – Felsmalereien der Ureinwohner und eine wunderschöne, weitschweifende Aussicht auf die Nardab Überschwemmungsgebiete verleihen Ubirr Rock seinen ganz besonderen Reiz.
- East Alligator Fluss – Bildet einen Teil der Grenze zwischen Kakadu und Arnhemland. Auf einer Bootsfahrt lassen sich der Fluss und die Kultur der Ureinwohner entdecken.
- Bardedjilidji – Ein Spaziergang durch geschichtete Sandsteingebiete, von Wind und Wetter in Höhlen und Säulen umgestaltet.
- Nanguluwur Kunststätte – Ein Wanderweg führt zu einer schattigen und friedvollen Nanguluwur Naturgalerie mit Felsmalereien der Ureinwohner.
- Gubarateiche – An Sandsteinklippen entlang führt ein Waldweg zu Teichen inmitten eines kühlen, schattigen Regenwaldes.
- Kunststätte am Nourlangiefelsen – Am Fuße des Felsen Nourlangie befindet sich eine sehr alte Schutzunterkunft und außerordentliche Felsmalereien der Ureinwohner.
- Anbangbang Teich – Dieses kleine Feuchtgebiet, am Fuße des Nourlangie-Felsen gelegen, in dem sich Wasserlilien drängeln, stellt ein Paradies für Wasservögel dar.
- Mirrai Aussichtspunkt – Von der Plattform aus bietet sich Ihnen ein Blick über die ausgedehnten Eukalyptuswaldgebiete des zentralen Parkgebietes.
- Teiche an den Jim Jim Wasserfällen und die Schlucht an Twin Falls – Während der Trockenzeit tröpfelt das Wasser nur in einem dünnen Rinnsal, aber die Teiche am Fuße der Wasserfälle sind von grandiosen Klippen umgeben. In der Regenzeit lassen sich die Fälle vom Flugzeug aus erkunden.

### Allgemeine Infrastruktur
Der Kakadu-Nationalpark ist mit Darwin vom Arnhem Highway nach Pine Creek und Katherine über den Kakadu Highway verbunden. Beide Straßen sind befestigt, können aber bei starkem Regen gesperrt sein.
In der Stadt Jabiru gibt es unterschiedliche Unterkünfte, eine Service-Station, Polizei, Krankenhaus und ein Einkaufszentrum. Die Stadt wurde ursprünglich für die Uranmine errichtet, noch bevor der Park gegründet wurde. Sie besitzt einen kleinen Flughafen, von dem aus Rundflüge angeboten werden.
Die anderen Touristenzentren wie Cooinda und South Alligator bieten nur eingeschränkte Infrastrukturen. Cooinda, 50 km südlich von Jabiru auf dem Kakadu Highway ist der Sitz der Gagudju Lodge Cooinda, der Yellow Water Cruises und des Warradjan Aborigine Cultural Centre. Benzin und Lebensmittel können hier erworben werden und es gibt eine kleine Landebahn für Flugzeuge. Es werden von hier aus Rundflüge angeboten.
Der South Alligator etwa 40 km westlich von Jabiru über den Arnhem Highway beheimatet ein Hotel und eine Service station (Tankstelle). Der Border Store nahe Ubirr und Cahill’s Crossing, etwa 50 km nördlich von Jabiru, besitzt eine Einkaufsmöglichkeit.

### Campingplätze
Es gibt eine Anzahl von Campingplätzen im Nationalpark. Jabiru, Cooinda und South Alligator besitzen kommerzielle Campingplätze in der Nähe der Sehenswürdigkeiten. Weiterhin gibt es sogenannte Buschcamps, die gegen ein geringes Entgelt Duschen und Toiletten anbieten oder kostenlose Camps, die wenig Ausstattung besitzen. Eine Liste der Campingplätze ist im Bowali-Besucherzentrum, auf der Webseite oder auf einer Landkarte der offiziellen Tourismusseite zu erhalten.